# Torneo Apertura 2021 Liga de Expansión
El Torneo Apertura 2021 o también llamado Torneo Grita México Apertura 2021 fue el tercer torneo de la Liga de Expansión MX, una liga de fútbol fundada en el año 2020 como parte del "Proyecto de Estabilización", el cual tiene como objetivo rescatar a los equipos de la Liga de Ascenso de México con problemas financieros y evitar de esta forma la desaparición de la Segunda División en México. El Atlante Fútbol Club fue el campeón del torneo tras derrotar al Tampico Madero en la final con un global de 3-0.

## Cambios
- Aunque el Club Deportivo Irapuato ganó la final por el ascenso en la Liga Premier, se informó que la organización propietaria del club no cumplió los requisitos para formar parte de la competencia,[1] por lo que se anunció que la apertura de un proceso para seleccionar a un tercer equipo que pudiera cumplir con los requisitos, proveniente de esa división,[2] finalmente, el 5 de julio se confirmó que ninguno de los clubes que participaron en el proceso de revisión (Irapuato, Durango y Matamoros) fue aprobado por la auditoría para participar en la temporada, por lo que esta será disputada únicamente por 17 clubes.[3]
- El Club de Fútbol Monterrey inscribió a su filial en la liga de expansión, la cual es llamada de manera oficial Raya2 Expansión.[4][5]
- El 21 de junio el presidente ejecutivo de la liga Mikel Arriola dio a conocer un paquete de reformas a reglamentos con ejes en lo deportivo, crecimiento económico y comercial y control financiero entre las que destacan para esta división.
- El Tepatitlán Fútbol Club dejó de ser considerado como equipo invitado de la categoría y se integró como equipo miembro de pleno derecho de la Liga de Expansión.[6]
- El formato de la liga sufrió cambios, a partir de esta temporada los clubes clasificados de la primera a la cuarta posición se clasifican a cuartos de final, mientras que los clubes ubicados entre el lugar 5 y el 12 de la tabla general jugarán el repechaje, al igual que sucede en la Liga MX.[6]
- Se busca implementar una estrategia entre liga-clubes-árbitros con la intención de aumentar el tiempo efectivo de juego en un 15% teniendo como meta, alcanzar los 54 minutos efectivos de juego por partido. El protocolo de conmociones, de acuerdo a lo establecido por FIFA. Multiplicar las promociones de productos de esta liga a través de la mercadotecnia digital.
- Se continuó con el estatuto que considera a los futbolistas nacidos a partir de 1997 como menores en esta división.
- Durante esta temporada se continua con el proceso de certificación financiera para conseguir la viabilidad de los clubes ante un eventual ascenso a la Liga MX, por lo que el ascenso sigue suspendido esta temporada.[6]

## Sistema de competición
El torneo de la Liga de Expansión MX, está conformado en dos partes:
- Fase de calificación: Se integra por las 17 jornadas del torneo.
- Fase final: Se integra por los partidos de cuartos de final, semifinal y final, más conocida como liguilla.

### Fase de clasificación
En la fase de clasificación se observará el sistema de puntos. La ubicación en la tabla general está sujeta a lo siguiente:
- Por juego ganado se obtendrán tres puntos.
- Por juego ganado como visitante se obtendrá cuatro puntos, sin embargo existirá un límite de puntos posibles, únicamente se podrán conseguir en los primeros siete partidos como visitante de cada club.[7]
- Por juego empatado se obtendrá un punto.
- Por juego perdido no se otorgan puntos.

En esta fase participan los 17 clubes de la Liga de Expansión MX jugando en cada torneo todos contra todos durante las 17 jornadas respectivas, a un solo partido.
El orden de los clubes al final de la fase de calificación del torneo corresponderá a la suma de los puntos obtenidos por cada uno de ellos y se presentará en forma descendente. Si al finalizar las 17 jornadas del torneo, dos o más clubes estuviesen empatados en puntos, su posición en la tabla general será determinada atendiendo a los siguientes criterios de desempate:
1. Mejor diferencia entre los goles anotados y recibidos y goles.
2. Mayor número de goles anotados.
3. Marcadores particulares entre los clubes empatados.
4. Mayor número de goles anotados como visitante.
5. Mejor ubicado en la tabla general de cociente
6. Tabla Fair Play
7. Sorteo.

Para determinar los lugares que ocuparán los clubes que participen en la fase final del torneo se tomará como base la tabla general de clasificación.
Participan automáticamente por el título de Campeón de la Liga de Expansión MX, los 12 primeros clubes de la tabla general de clasificación al término de las 17 jornadas, los primeros cuatro lugares se clasifican directamente a los cuartos de final.

### Fase final
Previo a la ronda de cuartos de final, habrá una fase de reclasificación en la que participarán los clubes ubicados entre las posiciones 5 y 12 de la tabla general. Jugarán el 5 vs. el 12, el 6 vs. el 11, 7 vs. 10, y 8 vs 9. Las eliminatorias se jugarán a un partido, en el estadio del club mejor ubicado en la tabla general. Los 4 clubes ganadores se reubicarán en los lugares del 5 al 8, según su posición en la tabla, para jugar la etapa de cuartos de final. Los equipos clasificados de la posición 1 al 4 se clasificarán directamente a los cuartos de final.
Los ocho clubes calificados para esta fase del torneo serán reubicados de acuerdo con el lugar que ocupen en la tabla General al término de la Jornada 17, con el puesto del número uno al club mejor clasificado, y así hasta el número 7. Los partidos a esta fase se desarrollarán a visita, en las siguientes etapas:
- Cuartos de final
- Semifinales
- Final

Los ocho clubes calificados para cuartos de final serán reubicados de acuerdo con el lugar que ocupen en la tabla General al término de la jornada 17, con el puesto del número dos al segundo club mejor clasificado, y así hasta el número 7. Los partidos a esta fase se desarrollarán a visita, en las siguientes etapas:
Los clubes vencedores en los partidos de cuartos de final y semifinal serán aquellos que en los dos juegos anoten el mayor número de goles. De existir empate en el número de goles anotados, la posición se definirá a favor del club con mayor cantidad de goles a favor cuando actúe como visitante. Aplicarán las mismas normativas para el orden de enfrentamientos la ronda de semifinales y final.
Si una vez aplicado el criterio anterior los clubes siguieran empatados, se observará la posición de los clubes en la tabla general de clasificación.
Los partidos correspondientes a las fases de visita recíproca se jugarán obligatoriamente los días miércoles y sábado, y jueves y domingo eligiendo, en su caso, exclusivamente en forma descendente, los cuatro clubes mejor clasificados en la tabla general al término de la jornada 17, el día y horario de su partido como local. Los siguientes cuatro clubes podrán elegir únicamente el horario.
El club vencedor de la final y por lo tanto Campeón, será aquel que en los dos partidos anote el mayor número de goles. Si al término del tiempo reglamentario el partido está empatado, se agregarán dos tiempos extras de 15 minutos cada uno. De persistir el empate en estos periodos, se procederá a lanzar tiros penales hasta que resulte un vencedor.
Los partidos de cuartos de final se jugarán de la siguiente manera:
En las semifinales participarán los cuatro clubes vencedores de cuartos de final, reubicándolos del uno al cuatro, de acuerdo a su mejor posición en la tabla General de clasificación al término de la jornada 17 del torneo correspondiente, enfrentándose:
Disputarán el título de Campeón del Torneo de Apertura 2021, los dos clubes vencedores de la fase semifinal correspondiente, reubicándolos del uno al dos, de acuerdo a su mejor posición en la tabla general de clasificación al término de la jornada 17 de cada Torneo.

## Información de los clubes
| Club             | Entrenador              | Ciudad                         | Estadio                      | Capacidad | Fundación       | Patrocinador          | Kit          |
| ---------------- | ----------------------- | ------------------------------ | ---------------------------- | --------- | --------------- | --------------------- | ------------ |
| Atlante          | Mario García Covalles   | Ciudad de México               | Ciudad de los Deportes       | 34 253    | 1918 (106 años) | Betcris               | UIN Sports   |
| Atlético Morelia | Ricardo Valiño          | Morelia, Michoacán             | Morelos                      | 34 795    | 1950 (75 años)  | Akron                 | Keuka        |
| Cancún           | Federico Vilar          | Cancún, Quintana Roo           | Olímpico Andrés Quintana Roo | 18 844    | 2020 (4 años)   | Cancún / Riviera Maya | Keuka        |
| Celaya           | Israel Hernández        | Celaya, Guanajuato             | Miguel Alemán Valdés         | 23 182    | 1954 (71 años)  | Bachoco               | Keuka        |
| Cimarrones       | Gabriel Ernesto Pereyra | Hermosillo, Sonora             | Héroe de Nacozari            | 18 747    | 2013 (12 años)  | Caliente              | Keuka        |
| Correcaminos UAT | Jorge Urbina            | Ciudad Victoria, Tamaulipas    | Marte R. Gómez               | 10 520    | 1980 (45 años)  | RVG Combustibles      | Silver Sport |
| Dorados          | Rafael García           | Culiacán, Sinaloa              | Dorados                      | 23 000    | 2003 (21 años)  | Coppel                | Charly       |
| Leones Negros    | Alfonso Sosa            | Guadalajara, Jalisco           | Jalisco                      | 55 020    | 1970 (55 años)  | Electrolit            | Sporelli     |
| Oaxaca           | Jorge Manrique          | Oaxaca, Oaxaca                 | Tecnológico de Oaxaca        | 14 598    | 2012 (12 años)  | Patsa                 | Silver Sport |
| Pumas Tabasco    | Alejandro Pérez         | Villahermosa, Tabasco          | Olímpico de Villahermosa     | 12 000    | 2020 (4 años)   | DHL                   | Nike         |
| Raya2            | Aldo de Nigris          | Monterrey, Nuevo León          | BBVA                         | 53 500    | 2021 (3 años)   |                       | Puma         |
| Tampico Madero   | Gerardo Espinoza        | Tampico Madero, Tamaulipas     | Tamaulipas                   | 19 667    | 1982 (42 años)  | Nexum                 | Charly       |
| Tapatío          | Ricardo Cadena          | Zapopan, Jalisco               | Akron                        | 49 850    | 1973 (51 años)  | Caliente              | Puma         |
| Tepatitlán       | Francisco Ramírez       | Tepatitlán de Morelos, Jalisco | Tepa Gómez                   | 12 500    | 1944 (81 años)  | Pacífica              | Sporelli     |
| Tlaxcala         | Antonio Torres          | Tlaxcala, Tlaxcala             | Tlahuicole                   | 12 000    | 2014 (10 años)  | Grupo Providencia     | Keuka        |
| Venados          | Carlos Gutiérrez        | Mérida, Yucatán                | Carlos Iturralde             | 15 087    | 1988 (37 años)  | Yucatán               | Spiro        |
| Zacatecas        | Alexis Moreno           | Zacatecas, Zacatecas           | Carlos Vega Villalba         | 20 068    | 2014 (11 años)  | Fresnillo plc         | Spiro        |

Datos actualizados al 22 de septiembre de 2021.

### Cambios de entrenadores
| Equipo           | Entrenador (jornadas)                                                   |
| ---------------- | ----------------------------------------------------------------------- |
| Correcaminos UAT | Daniel Alcántar (1 - 4) Francisco Rotllán (5 - 12) Jorge Urbina (13 - ) |
| Tlaxcala         | Silvio Rudman (1 - 5) Antonio Torres (6 - )                             |
| Leones Negros    | Jorge Dávalos (1 - 6) Alfonso Sosa (7 - )                               |
| Tapatío          | Alberto Coyote (1 - 8) Ricardo Cadena (9 - )                            |
| Oaxaca           | Oscar Torres (1 - 10) Jorge Manrique (11 - )                            |

### Equipos por Entidad Federativa
| Estado           | N.º | Equipos                                    |
| ---------------- | --- | ------------------------------------------ |
| Jalisco          | 3   | U. de G., Tepatitlán F. C. y C. D. Tapatío |
| Tamaulipas       | 2   | Correcaminos UAT y Tampico Madero          |
| Ciudad de México | 1   | Atlante                                    |
| Guanajuato       | 1   | Celaya                                     |
| Michoacán        | 1   | Morelia                                    |
| Nuevo León       | 1   | Raya2                                      |
| Oaxaca           | 1   | Oaxaca                                     |
| Quintana Roo     | 1   | Cancún                                     |
| Sinaloa          | 1   | Dorados                                    |
| Sonora           | 1   | Cimarrones                                 |
| Tabasco          | 1   | Pumas Tabasco                              |
| Tlaxcala         | 1   | Tlaxcala                                   |
| Yucatán          | 1   | Venados                                    |
| Zacatecas        | 1   | Mineros                                    |

### Estadios
|                                                                                           |                                                                                                |                                                                                             |
|                                                                                           |                                                                                                |                                                                                             |
| Estadio Jalisco Ciudad: Guadalajara Capacidad: 55.020 Club: Universidad de Guadalajara    | Estadio BBVA Ciudad: Guadalupe Capacidad: 53.500 Club: Raya2                                   | Estadio Akron Ciudad: Zapopan Capacidad:49.850 Club: Club Deportivo Tapatío                 |
|                                                                                           |                                                                                                |                                                                                             |
| Estadio Morelos Ciudad: Morelia Capacidad: 34.795 Club: Atlético Morelia                  | Estadio de la Ciudad de los Deportes Ciudad: Ciudad de México Capacidad: 34.253 Club: Atlante  | Estadio Miguel Alemán Valdés Ciudad: Celaya Capacidad: 23.182 Club: Celaya                  |
|                                                                                           |                                                                                                |                                                                                             |
| Estadio Dorados Ciudad: Culiacán Capacidad: 23.000 Club: Dorados de Sinaloa               | Estadio Carlos Vega Villalba Ciudad: Zacatecas Capacidad: 20.068 Club: Mineros de Zacatecas    | Estadio Tamaulipas Ciudad: Tampico, Ciudad Madero Capacidad: 19.667 Club: Tampico Madero    |
|                                                                                           |                                                                                                |                                                                                             |
| Estadio Héroe de Nacozari Ciudad: Hermosillo Capacidad: 18.747 Club: Cimarrones de Sonora | Estadio Olímpico Andrés Quintana Roo Ciudad: Cancún Capacidad: 18.844 Club: Cancún Fútbol Club | Estadio Carlos Iturralde Rivero Ciudad: Mérida Capacidad: 15.087 Club: Venados              |
|                                                                                           |                                                                                                |                                                                                             |
| Estadio Tecnológico de Oaxaca Ciudad: Oaxaca Capacidad:14.598 Club: Alebrijes de Oaxaca   | Estadio Tepa Gómez Ciudad: Tepatitlán Capacidad: 12.500 Club: Tepatitlán Fútbol Club           | Estadio Olímpico de Villahermosa Ciudad: Villahermosa Capacidad: 12.000 Club: Pumas Tabasco |
|                                                                                           |                                                                                                |                                                                                             |
| Estadio Tlahuicole Ciudad:Tlaxcala Capacidad: 12.000 Club: Tlaxcala Fútbol Club           | Estadio Marte R. Gómez Ciudad: Ciudad Victoria Capacidad: 10.520 Club: Correcaminos UAT        |                                                                                             |

## Torneo regular
- El Calendario completo según la página oficial.
- Los horarios son correspondientes al Tiempo del Centro de México (UTC-6 y UTC-5 en horario de verano).[8]

| Jornada 1        | Jornada 1 | Jornada 1     | Jornada 1                | Jornada 1   | Jornada 1  | Jornada 1    | Jornada 1  | Jornada 1  | Jornada 1 |
| Local            | Resultado | Visitante     | Estadio                  | Fecha       | Hora       | Espectadores | Amonestado | Expulsado  |           |
| ---------------- | --------- | ------------- | ------------------------ | ----------- | ---------- | ------------ | ---------- | ---------- | --------- |
| Tlaxcala         | 1 - 1     | Dorados       | Tlahuicole               | 27 de julio | 17:00      | 2 400        | 3          | 0          |           |
| Venados          | 1 - 2     | Celaya        | Carlos Iturralde Rivero  | 27 de julio | 19:05      | 3 433        | 1          | 0          |           |
| Cimarrones       | 0 - 0     | Tapatío       | Héroe de Nacozari        | 27 de julio | 21:05      | 918          | 5          | 0          |           |
| Tampico Madero   | 3 - 2     | Leones Negros | Tamaulipas               | 28 de julio | 19:05      | 0            | 3          | 0          |           |
| Raya2            | 1 - 2     | Cancún        | BBVA                     | 28 de julio | 21:05      | 1 195        | 2          | 2          |           |
| Atlético Morelia | 2 - 2     | Zacatecas     | Morelos                  | 29 de julio | 16:00      | 0            | 6          | 0          |           |
| Pumas Tabasco    | 0 - 0     | Oaxaca        | Olímpico de Villahermosa | 30 de julio | 19:05      | 891          | 3          | 1          |           |
| Atlante          | 3 - 0     | Correcaminos  | Ciudad de los Deportes   | 1 de agosto | 16:00      | 3 465        | 3          | 0          |           |
| DESCANSO:        | DESCANSO: | DESCANSO:     | Tepatitlán               | Tepatitlán  | Tepatitlán | Tepatitlán   | Tepatitlán | Tepatitlán |           |

| Jornada 2    | Jornada 2 | Jornada 2        | Jornada 2               | Jornada 2   | Jornada 2 | Jornada 2    | Jornada 2  | Jornada 2 | Jornada 2 |
| Local        | Resultado | Visitante        | Estadio                 | Fecha       | Hora      | Espectadores | Amonestado | Expulsado |           |
| ------------ | --------- | ---------------- | ----------------------- | ----------- | --------- | ------------ | ---------- | --------- | --------- |
| Celaya       | 0 - 0     | Tampico Madero   | Miguel Alemán Valdés    | 3 de agosto | 17:00     | 1 627        | 3          | 0         |           |
| Oaxaca       | 0 - 1     | Cimarrones       | Tecnológico de Oaxaca   | 3 de agosto | 19:05     | 0            | 3          | 0         |           |
| Dorados      | 3 - 1     | Atlético Morelia | Dorados                 | 3 de agosto | 21:05     | 0            | 6          | 0         |           |
| Zacatecas    | 2 - 1     | Leones Negros    | Carlos Vega Villalba    | 4 de agosto | 17:00     | 354          | 9          | 0         |           |
| Venados      | 1 - 0     | Tlaxcala         | Carlos Iturralde Rivero | 4 de agosto | 19:05     | 3 012        | 3          | 0         |           |
| Correcaminos | 2 - 1     | Tepatitlán       | Marte R. Gómez          | 4 de agosto | 21:05     | 574          | 4          | 0         |           |
| Tapatío      | 1 - 2     | Pumas Tabasco    | Akron                   | 5 de agosto | 19:00     | 226          | 5          | 0         |           |
| Atlante      | 2 - 1     | Raya2            | Ciudad de los Deportes  | 8 de agosto | 17:00     | 2 345        | 5          | 0         |           |
| DESCANSO:    | DESCANSO: | DESCANSO:        | Cancún                  | Cancún      | Cancún    | Cancún       | Cancún     | Cancún    |           |

| Jornada 3        | Jornada 3 | Jornada 3    | Jornada 3              | Jornada 3     | Jornada 3     | Jornada 3     | Jornada 3     | Jornada 3     | Jornada 3 |
| Local            | Resultado | Visitante    | Estadio                | Fecha         | Hora          | Espectadores  | Amonestado    | Expulsado     |           |
| ---------------- | --------- | ------------ | ---------------------- | ------------- | ------------- | ------------- | ------------- | ------------- | --------- |
| Atlético Morelia | 2 - 1     | Celaya       | Morelos                | 10 de agosto  | 17:00         | 0             | 5             | 0             |           |
| Cancún           | 0 - 1     | Correcaminos | O. Andrés Quintana Roo | 10 de agosto  | 19:05         | 2 558         | 4             | 0             |           |
| Tampico Madero   | 3 - 0     | Venados      | Tamaulipas             | 10 de agosto  | 21:05         | 0             | 5             | 0             |           |
| Tlaxcala         | 1 - 1     | Oaxaca       | Tlahuicole             | 11 de agosto  | 17:00         | 2 047         | 4             | 0             |           |
| Cimarrones       | 2 - 0     | Atlante      | Héroe de Nacozari      | 11 de agosto  | 21:05         | 0             | 4             | 0             |           |
| Tepatitlán       | 3 - 2     | Zacatecas    | Gregorio "Tepa" Gómez  | 12 de agosto  | 16:00         | 487           | 5             | 0             |           |
| Leones Negros    | 0 - 0     | Dorados      | Jalisco                | 12 de agosto  | 20:00         | 255           | 4             | 0             |           |
| Raya2            | 2 - 0     | Tapatío      | BBVA                   | 13 de agosto  | 17:00         | 541           | 2             | 0             |           |
| DESCANSO:        | DESCANSO: | DESCANSO:    | Pumas Tabasco          | Pumas Tabasco | Pumas Tabasco | Pumas Tabasco | Pumas Tabasco | Pumas Tabasco |           |

| Jornada 4    | Jornada 4 | Jornada 4        | Jornada 4               | Jornada 4      | Jornada 4      | Jornada 4      | Jornada 4      | Jornada 4      | Jornada 4 |
| Local        | Resultado | Visitante        | Estadio                 | Fecha          | Hora           | Espectadores   | Amonestado     | Expulsado      |           |
| ------------ | --------- | ---------------- | ----------------------- | -------------- | -------------- | -------------- | -------------- | -------------- | --------- |
| Zacatecas    | 1 - 2     | Pumas Tabasco    | Carlos Vega Villalba    | 17 de agosto   | 17:00          | 475            | 5              | 2              |           |
| Venados      | 1 - 1     | Raya2            | Carlos Iturralde Rivero | 17 de agosto   | 19:05          | 3 257          | 6              | 0              |           |
| Celaya       | 3 - 0     | Tlaxcala         | Miguel Alemán Valdés    | 17 de agosto   | 21:05          | 1 319          | 5              | 2              |           |
| Oaxaca       | 2 - 3     | Tepatitlán       | Tecnológico de Oaxaca   | 18 de agosto   | 17:00          | 0              | 7              | 0              |           |
| Correcaminos | 2 - 2     | Leones Negros    | Marte R. Gómez          | 18 de agosto   | 19:05          | 870            | 3              | 0              |           |
| Dorados      | 4 - 1     | Cimarrones       | Dorados                 | 18 de agosto   | 21:05          | 0              | 5              | 0              |           |
| Tapatío      | 0 - 3     | Atlético Morelia | Akron                   | 19 de agosto   | 17:00          | 189            | 6              | 0              |           |
| Atlante      | 1 - 0     | Cancún           | Ciudad de los Deportes  | 19 de agosto   | 19:00          | 2 377          | 11             | 0              |           |
| DESCANSO:    | DESCANSO: | DESCANSO:        | Tampico Madero          | Tampico Madero | Tampico Madero | Tampico Madero | Tampico Madero | Tampico Madero |           |

| Jornada 5        | Jornada 5 | Jornada 5    | Jornada 5                | Jornada 5    | Jornada 5  | Jornada 5    | Jornada 5  | Jornada 5  | Jornada 5 |
| Local            | Resultado | Visitante    | Estadio                  | Fecha        | Hora       | Espectadores | Amonestado | Expulsado  |           |
| ---------------- | --------- | ------------ | ------------------------ | ------------ | ---------- | ------------ | ---------- | ---------- | --------- |
| Tepatitlán       | 2 - 0     | Venados      | Gregorio "Tepa" Gómez    | 24 de agosto | 17:00      | 0            | 4          | 0          |           |
| Pumas Tabasco    | 0 - 2     | Dorados      | Olímpico de Villahermosa | 24 de agosto | 19:05      | 619          | 5          | 0          |           |
| Tampico Madero   | 1 - 1     | Tapatío      | Tamaulipas               | 24 de agosto | 21:05      | 0            | 5          | 0          |           |
| Tlaxcala         | 0 - 0     | Atlante      | Tlahuicole               | 25 de agosto | 17:00      | 1 776        | 6          | 0          |           |
| Cancún           | 3 - 1     | Zacatecas    | O. Andrés Quintana Roo   | 25 de agosto | 19:05      | 2 257        | 5          | 1          |           |
| Raya2            | 1 - 0     | Celaya       | BBVA                     | 25 de agosto | 21:05      | 1 025        | 3          | 0          |           |
| Atlético Morelia | 2 - 1     | Correcaminos | Morelos                  | 26 de agosto | 21:00      | 0            | 4          | 0          |           |
| Leones Negros    | 1 - 1     | Oaxaca       | Jalisco                  | 29 de agosto | 16:00      | 1 567        | 8          | 3          |           |
| DESCANSO:        | DESCANSO: | DESCANSO:    | Cimarrones               | Cimarrones   | Cimarrones | Cimarrones   | Cimarrones | Cimarrones |           |

| Jornada 6    | Jornada 6 | Jornada 6      | Jornada 6               | Jornada 6        | Jornada 6        | Jornada 6        | Jornada 6        | Jornada 6        | Jornada 6 |
| Local        | Resultado | Visitante      | Estadio                 | Fecha            | Hora             | Espectadores     | Amonestado       | Expulsado        |           |
| ------------ | --------- | -------------- | ----------------------- | ---------------- | ---------------- | ---------------- | ---------------- | ---------------- | --------- |
| Zacatecas    | 1 - 2     | Tampico Madero | Carlos Vega Villalba    | 31 de agosto     | 17:00            | 507              | 4                | 0                |           |
| Venados      | 2 - 0     | Cimarrones     | Carlos Iturralde Rivero | 31 de agosto     | 19:05            | 2 686            | 5                | 0                |           |
| Oaxaca       | 0 - 0     | Raya2          | Tecnológico de Oaxaca   | 1 de septiembre  | 17:00            | 0                | 8                | 0                |           |
| Celaya       | 1 - 2     | Pumas Tabasco  | Miguel Alemán Valdés    | 1 de septiembre  | 19:05            | 1 464            | 4                | 0                |           |
| Correcaminos | 1 - 1     | Tlaxcala       | Marte R. Gómez          | 1 de septiembre  | 21:05            | 0                | 4                | 0                |           |
| Tapatío      | 1 - 0     | Tepatitlán     | Akron                   | 2 de septiembre  | 17:00            | 267              | 5                | 0                |           |
| Dorados      | 2 - 0     | Cancún         | Dorados                 | 2 de septiembre  | 21:00            | 0                | 5                | 0                |           |
| Atlante      | 2 - 0     | Leones Negros  | Ciudad de los Deportes  | 5 de septiembre  | 12:00            | 2 904            | 5                | 0                |           |
| DESCANSO:    | DESCANSO: | DESCANSO:      | Atlético Morelia        | Atlético Morelia | Atlético Morelia | Atlético Morelia | Atlético Morelia | Atlético Morelia |           |

| Jornada 7        | Jornada 7 | Jornada 7      | Jornada 7                | Jornada 7        | Jornada 7     | Jornada 7     | Jornada 7     | Jornada 7     | Jornada 7 |
| Local            | Resultado | Visitante      | Estadio                  | Fecha            | Hora          | Espectadores  | Amonestado    | Expulsado     |           |
| ---------------- | --------- | -------------- | ------------------------ | ---------------- | ------------- | ------------- | ------------- | ------------- | --------- |
| Zacatecas        | 3 - 0     | Correcaminos   | Carlos Vega Villalba     | 7 de septiembre  | 17:00         | 520           | 1             | 2             |           |
| Raya2            | 0 - 0     | Tampico Madero | BBVA                     | 7 de septiembre  | 19:05         | 10 577        | 1             | 0             |           |
| Cancún           | 0 - 1     | Venados        | O. Andrés Quintana Roo   | 7 de septiembre  | 21:05         | 2 448         | 5             | 1             |           |
| Tlaxcala         | 2 - 0     | Tapatío        | Tlahuicole               | 8 de septiembre  | 17:00         | 947           | 3             | 2             |           |
| Pumas Tabasco    | 0 - 2     | Atlante        | Olímpico de Villahermosa | 8 de septiembre  | 19:05         | 539           | 8             | 0             |           |
| Dorados          | 2 - 1     | Oaxaca         | Dorados                  | 8 de septiembre  | 21:05         | 0             | 3             | 0             |           |
| Tepatitlán       | 0 - 1     | Celaya         | Gregorio "Tepa" Gómez    | 9 de septiembre  | 17:00         | 458           | 6             | 0             |           |
| Atlético Morelia | 2 - 2     | Cimarrones     | Morelos                  | 12 de septiembre | 12:00         | 0             | 3             | 0             |           |
| DESCANSO:        | DESCANSO: | DESCANSO:      | Leones Negros            | Leones Negros    | Leones Negros | Leones Negros | Leones Negros | Leones Negros |           |

| Jornada 8      | Jornada 8 | Jornada 8        | Jornada 8               | Jornada 8        | Jornada 8 | Jornada 8    | Jornada 8  | Jornada 8 | Jornada 8 |
| Local          | Resultado | Visitante        | Estadio                 | Fecha            | Hora      | Espectadores | Amonestado | Expulsado |           |
| -------------- | --------- | ---------------- | ----------------------- | ---------------- | --------- | ------------ | ---------- | --------- | --------- |
| Oaxaca         | 2 - 1     | Zacatecas        | Tecnológico de Oaxaca   | 14 de septiembre | 17:00     | 0            | 9          | 0         |           |
| Tampico Madero | 0 - 2     | Tlaxcala         | Tamaulipas              | 14 de septiembre | 19:05     | 0            | 2          | 0         |           |
| Correcaminos   | 0 - 2     | Pumas Tabasco    | Marte R. Gómez          | 14 de septiembre | 21:05     | 0            | 3          | 0         |           |
| Leones Negros  | 3 - 0     | Tapatío          | Jalisco                 | 15 de septiembre | 17:00     | 1 794        | 6          | 1         |           |
| Venados        | 0 - 1     | Atlético Morelia | Carlos Iturralde Rivero | 15 de septiembre | 19:05     | 2 037        | 6          | 1         |           |
| Cimarrones     | 1 - 2     | Raya2            | Héroe de Nacozari       | 15 de septiembre | 21:05     | 1 389        | 7          | 0         |           |
| Tepatitlán     | 1 - 2     | Cancún           | Gregorio "Tepa" Gómez   | 16 de septiembre | 17:00     | 669          | 8          | 3         |           |
| Atlante        | 1 - 1     | Celaya           | Ciudad de los Deportes  | 19 de septiembre | 12:00     | 2 152        | 4          | 1         |           |
| DESCANSO:      | DESCANSO: | DESCANSO:        | Dorados                 | Dorados          | Dorados   | Dorados      | Dorados    | Dorados   |           |

| Jornada 9        | Jornada 9 | Jornada 9     | Jornada 9                | Jornada 9        | Jornada 9 | Jornada 9    | Jornada 9  | Jornada 9 | Jornada 9 |
| Local            | Resultado | Visitante     | Estadio                  | Fecha            | Hora      | Espectadores | Amonestado | Expulsado |           |
| ---------------- | --------- | ------------- | ------------------------ | ---------------- | --------- | ------------ | ---------- | --------- | --------- |
| Raya2            | 0 - 1     | Zacatecas     | BBVA                     | 21 de septiembre | 17:00     | 1 496        | 7          | 0         |           |
| Cancún           | 0 - 1     | Leones Negros | O. Andrés Quintana Roo   | 21 de septiembre | 19:05     | 1 993        | 3          | 0         |           |
| Dorados          | 3 - 1     | Correcaminos  | Dorados                  | 21 de septiembre | 21:05     | 0            | 2          | 0         |           |
| Tlaxcala         | 0 - 0     | Tepatitlán    | Tlahuicole               | 22 de septiembre | 17:00     | 1 266        | 4          | 0         |           |
| Pumas Tabasco    | 1 - 1     | Venados       | Olímpico de Villahermosa | 22 de septiembre | 19:05     | 238          | 8          | 0         |           |
| Tampico Madero   | 1 - 2     | Cimarrones    | Tamaulipas               | 22 de septiembre | 21:05     | 0            | 4          | 0         |           |
| Atlético Morelia | 1 - 0     | Oaxaca        | Morelos                  | 23 de septiembre | 19:00     | 3 248        | 1          | 0         |           |
| Tapatío          | 1 - 4     | Atlante       | Akron                    | 26 de septiembre | 17:00     | 210          | 4          | 0         |           |
| DESCANSO:        | DESCANSO: | DESCANSO:     | Celaya                   | Celaya           | Celaya    | Celaya       | Celaya     | Celaya    |           |

| Jornada 10    | Jornada 10 | Jornada 10       | Jornada 10             | Jornada 10       | Jornada 10 | Jornada 10   | Jornada 10 | Jornada 10 | Jornada 10 |
| Local         | Resultado  | Visitante        | Estadio                | Fecha            | Hora       | Espectadores | Amonestado | Expulsado  |            |
| ------------- | ---------- | ---------------- | ---------------------- | ---------------- | ---------- | ------------ | ---------- | ---------- | ---------- |
| Tepatitlán    | 1 - 1      | Raya2            | Gregorio "Tepa" Gómez  | 28 de septiembre | 17:00      | 563          | 9          | 4          |            |
| Correcaminos  | 1 - 0      | Celaya           | Marte R. Gómez         | 28 de septiembre | 19:05      | 0            | 7          | 0          |            |
| Oaxaca        | 0 - 1      | Tapatío          | Tecnológico de Oaxaca  | 29 de septiembre | 17:00      | 0            | 4          | 1          |            |
| Cancún        | 1 - 1      | Tampico Madero   | O. Andrés Quintana Roo | 29 de septiembre | 19:05      | 1 997        | 3          | 0          |            |
| Zacatecas     | 1 - 4      | Dorados          | Carlos Vega Villalba   | 29 de septiembre | 21:05      | 1 134        | 3          | 0          |            |
| Leones Negros | 2 - 1      | Atlético Morelia | Jalisco                | 30 de septiembre | 19:00      | 1 402        | 8          | 0          |            |
| Cimarrones    | 2 - 1      | Pumas Tabasco    | Héroe de Nacozari      | 30 de septiembre | 21:06      | 1 318        | 8          | 1          |            |
| Atlante       | 2 - 1      | Venados          | Ciudad de los Deportes | 1 de octubre     | 17:00      | 2 106        | 3          | 0          |            |
| DESCANSO:     | DESCANSO:  | DESCANSO:        | Tlaxcala               | Tlaxcala         | Tlaxcala   | Tlaxcala     | Tlaxcala   | Tlaxcala   |            |

| Jornada 11       | Jornada 11 | Jornada 11    | Jornada 11               | Jornada 11    | Jornada 11 | Jornada 11   | Jornada 11 | Jornada 11 | Jornada 11 |
| Local            | Resultado  | Visitante     | Estadio                  | Fecha         | Hora       | Espectadores | Amonestado | Expulsado  |            |
| ---------------- | ---------- | ------------- | ------------------------ | ------------- | ---------- | ------------ | ---------- | ---------- | ---------- |
| Venados          | 1 - 1      | Oaxaca        | Carlos Iturralde Rivero  | 5 de octubre  | 19:05      | 2 778        | 2          | 1          |            |
| Raya2            | 4 - 1      | Tlaxcala      | BBVA                     | 5 de octubre  | 21:05      | 2 742        | 6          | 0          |            |
| Celaya           | 1 - 0      | Cimarrones    | Miguel Alemán Valdés     | 6 de octubre  | 17:00      | 1 157        | 7          | 1          |            |
| Pumas Tabasco    | 1 - 1      | Leones Negros | Olímpico de Villahermosa | 6 de octubre  | 19:05      | 191          | 4          | 2          |            |
| Dorados          | 0 - 0      | Tepatitlán    | Dorados                  | 6 de octubre  | 21:05      | 2 833        | 4          | 0          |            |
| Tapatío          | 1 - 1      | Cancún        | Akron                    | 7 de octubre  | 17:00      | 241          | 6          | 0          |            |
| Tampico Madero   | 3 - 3      | Correcaminos  | Tamaulipas               | 9 de octubre  | 18:05      | 0            | 5          | 0          |            |
| Atlético Morelia | 1 - 0      | Atlante       | Morelos                  | 10 de octubre | 12:00      | 6 329        | 7          | 0          |            |
| DESCANSO:        | DESCANSO:  | DESCANSO:     | Zacatecas                | Zacatecas     | Zacatecas  | Zacatecas    | Zacatecas  | Zacatecas  |            |

| Jornada 12    | Jornada 12 | Jornada 12       | Jornada 12             | Jornada 12    | Jornada 12 | Jornada 12   | Jornada 12 | Jornada 12 | Jornada 12 |
| Local         | Resultado  | Visitante        | Estadio                | Fecha         | Hora       | Espectadores | Amonestado | Expulsado  |            |
| ------------- | ---------- | ---------------- | ---------------------- | ------------- | ---------- | ------------ | ---------- | ---------- | ---------- |
| Correcaminos  | 1 - 2      | Venados          | Marte R. Gómez         | 12 de octubre | 17:00      | 537          | 3          | 1          |            |
| Tlaxcala      | 1 - 1      | Pumas Tabasco    | Tlahuicole             | 12 de octubre | 19:05      | 2 806        | 4          | 1          |            |
| Oaxaca        | 2 - 2      | Tampico Madero   | Tecnológico de Oaxaca  | 12 de octubre | 21:05      | 2 123        | 5          | 2          |            |
| Zacatecas     | 0 - 1      | Tapatío          | Carlos Vega Villalba   | 13 de octubre | 17:00      | 520          | 7          | 0          |            |
| Cancún        | 0 - 1      | Atlético Morelia | O. Andrés Quintana Roo | 13 de octubre | 19:05      | 2 122        | 6          | 0          |            |
| Leones Negros | 1 - 2      | Celaya           | Jalisco                | 14 de octubre | 17:00      | 1 084        | 5          | 0          |            |
| Dorados       | 4 - 1      | Raya2            | Dorados                | 15 de octubre | 21:05      | 2 923        | 6          | 0          |            |
| Tepatitlán    | 0 - 3      | Cimarrones       | Gregorio "Tepa" Gómez  | 17 de octubre | 19:30      | 614          | 3          | 0          |            |
| DESCANSO:     | DESCANSO:  | DESCANSO:        | Atlante                | Atlante       | Atlante    | Atlante      | Atlante    | Atlante    |            |

| Jornada 13       | Jornada 13 | Jornada 13    | Jornada 13               | Jornada 13    | Jornada 13   | Jornada 13   | Jornada 13   | Jornada 13   | Jornada 13 |
| Local            | Resultado  | Visitante     | Estadio                  | Fecha         | Hora         | Espectadores | Amonestado   | Expulsado    |            |
| ---------------- | ---------- | ------------- | ------------------------ | ------------- | ------------ | ------------ | ------------ | ------------ | ---------- |
| Raya2            | 0 - 1      | Leones Negros | BBVA                     | 19 de octubre | 17:00        | 1 102        | 5            | 0            |            |
| Venados          | 3 - 1      | Zacatecas     | Carlos Iturralde Rivero  | 19 de octubre | 19:05        | 3 756        | 4            | 0            |            |
| Pumas Tabasco    | 0 - 0      | Cancún        | Olímpico de Villahermosa | 19 de octubre | 21:05        | 297          | 7            | 1            |            |
| Celaya           | 1 - 0      | Oaxaca        | Miguel Alemán Valdés     | 20 de octubre | 17:00        | 1 386        | 6            | 0            |            |
| Tampico Madero   | 1 - 1      | Atlante       | Tamaulipas               | 20 de octubre | 19:05        | 0            | 5            | 1            |            |
| Cimarrones       | 3 - 0      | Tlaxcala      | Héroe de Nacozari        | 20 de octubre | 21:05        | 1 032        | 6            | 0            |            |
| Tapatío          | 1 - 3      | Dorados       | Akron                    | 21 de octubre | 17:00        | 274          | 3            | 0            |            |
| Atlético Morelia | 2 - 2      | Tepatitlán    | Morelos                  | 24 de octubre | 17:00        | 5 451        | 5            | 0            |            |
| DESCANSO:        | DESCANSO:  | DESCANSO:     | Correcaminos             | Correcaminos  | Correcaminos | Correcaminos | Correcaminos | Correcaminos |            |

| Jornada 14       | Jornada 14 | Jornada 14     | Jornada 14             | Jornada 14    | Jornada 14 | Jornada 14   | Jornada 14 | Jornada 14 | Jornada 14 |
| Local            | Resultado  | Visitante      | Estadio                | Fecha         | Hora       | Espectadores | Amonestado | Expulsado  |            |
| ---------------- | ---------- | -------------- | ---------------------- | ------------- | ---------- | ------------ | ---------- | ---------- | ---------- |
| Oaxaca           | 0 - 0      | Atlante        | Tecnológico de Oaxaca  | 26 de octubre | 17:00      | 2 113        | 5          | 1          |            |
| Zacatecas        | 3 - 1      | Celaya         | Carlos Vega Villalba   | 26 de octubre | 19:05      | 980          | 6          | 0          |            |
| Cancún           | 2 - 2      | Cimarrones     | O. Andrés Quintana Roo | 26 de octubre | 21:05      | 1 937        | 3          | 1          |            |
| Leones Negros    | 1 - 0      | Tlaxcala       | Jalisco                | 27 de octubre | 17:00      | 1 206        | 7          | 0          |            |
| Correcaminos     | 2 - 2      | Tapatío        | Marte R. Gómez         | 27 de octubre | 19:05      | 790          | 8          | 1          |            |
| Dorados          | 3 - 0      | Venados        | Dorados                | 27 de octubre | 21:05      | 2 982        | 6          | 0          |            |
| Tepatitlán       | 1 - 1      | Tampico Madero | Gregorio "Tepa" Gómez  | 28 de octubre | 17:00      | 651          | 5          | 0          |            |
| Atlético Morelia | 0 - 1      | Pumas Tabasco  | Morelos                | 28 de octubre | 21:00      | 3 675        | 5          | 0          |            |
| DESCANSO:        | DESCANSO:  | DESCANSO:      | Raya2                  | Raya2         | Raya2      | Raya2        | Raya2      | Raya2      |            |

| Jornada 15     | Jornada 15 | Jornada 15       | Jornada 15              | Jornada 15     | Jornada 15 | Jornada 15   | Jornada 15 | Jornada 15 | Jornada 15 |
| Local          | Resultado  | Visitante        | Estadio                 | Fecha          | Hora       | Espectadores | Amonestado | Expulsado  |            |
| -------------- | ---------- | ---------------- | ----------------------- | -------------- | ---------- | ------------ | ---------- | ---------- | ---------- |
| Tlaxcala       | 3 - 1      | Cancún           | Tlahuicole              | 2 de noviembre | 17:00      | 1 785        | 3          | 1          |            |
| Celaya         | 2 - 2      | Dorados          | Miguel Alemán Valdés    | 2 de noviembre | 19:05      | 2 472        | 4          | 0          |            |
| Cimarrones     | 1 - 3      | Zacatecas        | Héroe de Nacozari       | 2 de noviembre | 21:05      | 1 518        | 6          | 0          |            |
| Oaxaca         | 2 - 1      | Correcaminos     | Tecnológico de Oaxaca   | 3 de noviembre | 17:00      | 1 234        | 5          | 0          |            |
| Venados        | 0 - 1      | Leones Negros    | Carlos Iturralde Rivero | 3 de noviembre | 19:05      | 4 375        | 5          | 0          |            |
| Tampico Madero | 1 - 1      | Atlético Morelia | Tamaulipas              | 3 de noviembre | 21:05      | 0            | 4          | 0          |            |
| Raya2          | 1 - 1      | Pumas Tabasco    | BBVA                    | 7 de noviembre | 10:00      | 2 026        | 3          | 0          |            |
| Atlante        | 1 - 0      | Tepatitlán       | Ciudad de los Deportes  | 7 de noviembre | 12:00      | 2 298        | 8          | 1          |            |
| DESCANSO:      | DESCANSO:  | DESCANSO:        | Tapatío                 | Tapatío        | Tapatío    | Tapatío      | Tapatío    | Tapatío    |            |

| Jornada 16       | Jornada 16 | Jornada 16     | Jornada 16               | Jornada 16      | Jornada 16 | Jornada 16   | Jornada 16 | Jornada 16 | Jornada 16 |
| Local            | Resultado  | Visitante      | Estadio                  | Fecha           | Hora       | Espectadores | Amonestado | Expulsado  |            |
| ---------------- | ---------- | -------------- | ------------------------ | --------------- | ---------- | ------------ | ---------- | ---------- | ---------- |
| Atlético Morelia | 1 - 3      | Tlaxcala       | Morelos                  | 9 de noviembre  | 17:00      | 0            | 2          | 0          |            |
| Cancún           | 1 - 2      | Oaxaca         | O. Andrés Quintana Roo   | 9 de noviembre  | 19:05      | 1 988        | 5          | 0          |            |
| Dorados          | 0 - 3      | Tampico Madero | Dorados                  | 9 de noviembre  | 21:05      | 3 233        | 3          | 0          |            |
| Zacatecas        | 0 - 3      | Atlante        | Carlos Vega Villalba     | 10 de noviembre | 17:00      | 2 150        | 6          | 0          |            |
| Pumas Tabasco    | 1 - 1      | Tepatitlán     | Olímpico de Villahermosa | 10 de noviembre | 19:05      | 421          | 4          | 0          |            |
| Correcaminos     | 2 - 1      | Raya2          | Marte R. Gómez           | 10 de noviembre | 21:05      | 1 563        | 8          | 0          |            |
| Tapatío          | 1 - 1      | Celaya         | Akron                    | 11 de noviembre | 19:00      | 275          | 2          | 1          |            |
| Leones Negros    | 3 - 2      | Cimarrones     | Jalisco                  | 14 de noviembre | 12:00      | 4 854        | 6          | 1          |            |
| DESCANSO:        | DESCANSO:  | DESCANSO:      | Venados                  | Venados         | Venados    | Venados      | Venados    | Venados    |            |

| Jornada 17     | Jornada 17 | Jornada 17       | Jornada 17              | Jornada 17      | Jornada 17 | Jornada 17   | Jornada 17 | Jornada 17 | Jornada 17 |
| Local          | Resultado  | Visitante        | Estadio                 | Fecha           | Hora       | Espectadores | Amonestado | Expulsado  |            |
| -------------- | ---------- | ---------------- | ----------------------- | --------------- | ---------- | ------------ | ---------- | ---------- | ---------- |
| Raya2          | 0 - 1      | Atlético Morelia | BBVA                    | 16 de noviembre | 17:00      | 1 571        | 2          | 0          |            |
| Tlaxcala       | 0 - 2      | Zacatecas        | Tlahuicole              | 16 de noviembre | 19:05      | 2 578        | 8          | 0          |            |
| Tampico Madero | 1 - 1      | Pumas Tabasco    | Tamaulipas              | 16 de noviembre | 21:05      | 0            | 2          | 0          |            |
| Celaya         | 3 - 1      | Cancún           | Miguel Alemán Valdés    | 17 de noviembre | 17:00      | 0            | 3          | 0          |            |
| Venados        | 3 - 0      | Tapatío          | Carlos Iturralde Rivero | 17 de noviembre | 19:05      | 3 070        | 6          | 0          |            |
| Cimarrones     | 0 - 1      | Correcaminos     | Héroe de Nacozari       | 17 de noviembre | 21:05      | 1 317        | 5          | 1          |            |
| Tepatitlán     | 2 - 1      | Leones Negros    | Gregorio "Tepa" Gómez   | 18 de noviembre | 17:00      | 2 499        | 11         | 1          |            |
| Atlante        | 0 - 1      | Dorados          | Ciudad de los Deportes  | 21 de noviembre | 12:00      | 3 123        | 4          | 1          |            |
| DESCANSO:      | DESCANSO:  | DESCANSO:        | Oaxaca                  | Oaxaca          | Oaxaca     | Oaxaca       | Oaxaca     | Oaxaca     |            |

## Tabla general
| Pos. | Equipo           | Pts. | PJ | G  | E  | P | GF | GC | Dif. | Clasificación                   |
| ---- | ---------------- | ---- | -- | -- | -- | - | -- | -- | ---- | ------------------------------- |
| 1    | Dorados          | 41   | 16 | 11 | 4  | 1 | 34 | 13 | +21  | Cuartos de final de la liguilla |
| 2    | Atlante (C)      | 33   | 16 | 9  | 4  | 3 | 22 | 9  | +13  | Cuartos de final de la liguilla |
| 3    | Atlético Morelia | 32   | 16 | 8  | 4  | 4 | 22 | 18 | +4   | Cuartos de final de la liguilla |
| 4    | Celaya           | 28   | 16 | 7  | 4  | 5 | 20 | 16 | +4   | Cuartos de final de la liguilla |
| 5    | Pumas Tabasco    | 28   | 16 | 5  | 8  | 3 | 16 | 15 | +1   | Reclasificación a liguilla      |
| 6    | Leones Negros    | 27   | 16 | 7  | 4  | 5 | 21 | 18 | +3   | Reclasificación a liguilla      |
| 7    | Tampico Madero   | 24   | 16 | 4  | 10 | 2 | 23 | 18 | +5   | Reclasificación a liguilla      |
| 8    | Cimarrones       | 24   | 16 | 6  | 3  | 7 | 22 | 22 | 0    | Reclasificación a liguilla      |
| 9    | Venados          | 23   | 16 | 6  | 3  | 7 | 17 | 19 | −2   | Reclasificación a liguilla      |
| 10   | Zacatecas        | 21   | 16 | 6  | 1  | 9 | 24 | 28 | −4   | Reclasificación a liguilla      |
| 11   | Correcaminos     | 20   | 16 | 5  | 4  | 7 | 19 | 27 | −8   | Reclasificación a liguilla      |
| 12   | Tepatitlán       | 19   | 16 | 4  | 6  | 6 | 17 | 20 | −3   | Reclasificación a liguilla      |
| 13   | Tlaxcala         | 19   | 16 | 4  | 6  | 6 | 15 | 20 | −5   |                                 |
| 14   | Raya2            | 18   | 16 | 4  | 5  | 7 | 16 | 18 | −2   |                                 |
| 15   | Oaxaca           | 16   | 16 | 3  | 7  | 6 | 14 | 17 | −3   |                                 |
| 16   | Tapatío          | 16   | 16 | 3  | 5  | 8 | 11 | 26 | −15  |                                 |
| 17   | Cancún           | 15   | 16 | 3  | 4  | 9 | 14 | 22 | −8   |                                 |

Actualizado a los partidos jugados el 21 de noviembre de 2021.
 Fuente: Liga Expansión MX
Criterios de clasificación: Puntos · Diferencia de goles · Goles a favor · Play-off

### Evolución de la clasificación
Fecha de actualización: 18 de noviembre de 2021
| Equipo / Jornada | 01 | 02 | 03 | 04 | 05 | 06 | 07 | 08 | 09 | 10 | 11 | 12 | 13 | 14 | 15 | 16 | 17 |
| ---------------- | -- | -- | -- | -- | -- | -- | -- | -- | -- | -- | -- | -- | -- | -- | -- | -- | -- |
| Dorados          | 7  | 5  | 5  | 3  | 1  | 1  | 1  | 1  | 2  | 1  | 1  | 1  | 1  | 1  | 1  | 1  | 1  |
| Atlante          | 3  | 1  | 4  | 1  | 4  | 2  | 2  | 2  | 1  | 2  | 2  | 3  | 3  | 2  | 2  | 2  | 2  |
| Atlético Morelia | 6  | 14 | 10 | 5  | 2  | 5  | 5  | 4  | 3  | 3  | 3  | 2  | 2  | 3  | 3  | 3  | 3  |
| Celaya           | 1  | 3  | 7  | 4  | 7  | 8  | 6  | 6  | 6  | 8  | 6  | 4  | 5  | 6  | 7  | 6  | 4  |
| Pumas Tabasco    | 12 | 2  | 6  | 2  | 5  | 3  | 4  | 3  | 4  | 4  | 4  | 6  | 6  | 4  | 4  | 5  | 5  |
| Leones Negros    | 14 | 16 | 16 | 14 | 14 | 17 | 17 | 16 | 14 | 9  | 9  | 10 | 8  | 7  | 5  | 4  | 6  |
| Tampico Madero   | 4  | 7  | 2  | 8  | 6  | 4  | 3  | 5  | 5  | 6  | 8  | 9  | 10 | 9  | 9  | 8  | 7  |
| Cimarrones       | 11 | 4  | 1  | 6  | 8  | 10 | 10 | 12 | 8  | 5  | 7  | 5  | 4  | 5  | 6  | 7  | 8  |
| Venados          | 15 | 9  | 13 | 13 | 13 | 12 | 7  | 10 | 10 | 13 | 12 | 8  | 7  | 8  | 8  | 9  | 9  |
| Zacatecas        | 5  | 6  | 8  | 12 | 12 | 15 | 12 | 14 | 12 | 15 | 15 | 16 | 16 | 14 | 11 | 12 | 10 |
| Correcaminos     | 17 | 10 | 3  | 7  | 9  | 7  | 11 | 13 | 15 | 14 | 13 | 15 | 15 | 15 | 16 | 13 | 11 |
| Tepatitlán       | 13 | 15 | 11 | 9  | 3  | 6  | 8  | 11 | 11 | 10 | 10 | 12 | 11 | 11 | 13 | 15 | 12 |
| Tlaxcala         | 8  | 12 | 14 | 16 | 16 | 16 | 14 | 8  | 9  | 11 | 14 | 14 | 14 | 16 | 12 | 10 | 13 |
| Raya2            | 16 | 17 | 12 | 10 | 10 | 9  | 9  | 7  | 7  | 7  | 5  | 7  | 9  | 10 | 10 | 11 | 14 |
| Oaxaca           | 10 | 13 | 15 | 15 | 15 | 14 | 16 | 15 | 16 | 17 | 17 | 17 | 17 | 17 | 17 | 14 | 15 |
| Tapatío          | 9  | 11 | 17 | 17 | 17 | 13 | 15 | 17 | 17 | 16 | 16 | 11 | 13 | 13 | 15 | 16 | 16 |
| Cancún           | 2  | 9  | 9  | 11 | 11 | 11 | 13 | 9  | 13 | 12 | 11 | 13 | 12 | 12 | 14 | 17 | 17 |

- #: Indica la posición del equipo en su jornada de descanso.

## Reclasificación
| 23 de noviembre de 2021              | Pumas Tabasco | 0:1 (0:1) | Tepatitlán    | Estadio Olímpico de Villahermosa, Villahermosa, Tabasco                  |                                                                          |
| 20:15 (UTC -6)                       |               | Reporte   | 34' D. Angulo | Asistencia: 1 322 espectadores Árbitro(s): Ismael Rosario López Peñuelas | Asistencia: 1 322 espectadores Árbitro(s): Ismael Rosario López Peñuelas |
| Tepatitlán avanzó a cuartos de final |               |           |               |                                                                          |                                                                          |

| 24 de noviembre de 2021                 | Leones Negros                      | 2:1 (1:1) | Correcaminos   | Estadio Jalisco, Guadalajara, Jalisco                                      |                                                                            |
| 17:00 (UTC -6)                          | M. Granados 35' · E. Jaramillo 75' | Reporte   | 15' A. Sánchez | Asistencia: 3 381 espectadores Árbitro(s): Jorge Abraham Camacho Peregrina | Asistencia: 3 381 espectadores Árbitro(s): Jorge Abraham Camacho Peregrina |
| Leones Negros avanzó a cuartos de final |                                    |           |                |                                                                            |                                                                            |

| 23 de noviembre de 2021                   | Tampico Madero                  | 2:1 (1:0) | Zacatecas        | Estadio Tamaulipas, Tampico - Madero, Tamaulipas             |                                                              |
| 18:00 (UTC -6)                            | O. Mireles 34' · J. Pérez 90+2' | Reporte   | 58' L. Hernández | Asistencia: 0 espectadores Árbitro(s): Martín Molina Astorga | Asistencia: 0 espectadores Árbitro(s): Martín Molina Astorga |
| Tampico Madero avanzó a cuartos de final. |                                 |           |                  |                                                              |                                                              |

| 23 de noviembre de 2021           | Cimarrones      | 1:2 (0:1) | Venados                    | Estadio Héroe de Nacozari, Hermosillo, Sonora                       |                                                                     |
| 21:15 (UTC -7) 22:15 (UTC -6)     | J. Saavedra 87' | Reporte   | 42' A. López · 53' A. Luna | Asistencia: 2 394 espectadores Árbitro(s): Jesús Rafael López Valle | Asistencia: 2 394 espectadores Árbitro(s): Jesús Rafael López Valle |
| Venados avanzó a cuartos de final |                 |           |                            |                                                                     |                                                                     |

## Liguilla
|  | Reclasificación              | Reclasificación              | Reclasificación              |                |   | Cuartos de final                                                                      | Cuartos de final                                                                      | Cuartos de final                                                                      | Cuartos de final                                                                      | Cuartos de final                                                                      |  |   | Semifinales                                                            | Semifinales                                                            | Semifinales                                                            | Semifinales                                                            | Semifinales                                                            |  |   | Final                                                          | Final                                                          | Final                                                          | Final                                                          | Final                                                          |  |
|  | 23 y 24 de noviembre de 2021 | 23 y 24 de noviembre de 2021 | 23 y 24 de noviembre de 2021 |                |   | 30 de noviembre, 1 y 2 de diciembre de 2021 (ida) 4 y 5 de diciembre de 2021 (vuelta) | 30 de noviembre, 1 y 2 de diciembre de 2021 (ida) 4 y 5 de diciembre de 2021 (vuelta) | 30 de noviembre, 1 y 2 de diciembre de 2021 (ida) 4 y 5 de diciembre de 2021 (vuelta) | 30 de noviembre, 1 y 2 de diciembre de 2021 (ida) 4 y 5 de diciembre de 2021 (vuelta) | 30 de noviembre, 1 y 2 de diciembre de 2021 (ida) 4 y 5 de diciembre de 2021 (vuelta) |  |   | 8 y 9 de diciembre de 2021 (ida) 11 y 12 de diciembre de 2021 (vuelta) | 8 y 9 de diciembre de 2021 (ida) 11 y 12 de diciembre de 2021 (vuelta) | 8 y 9 de diciembre de 2021 (ida) 11 y 12 de diciembre de 2021 (vuelta) | 8 y 9 de diciembre de 2021 (ida) 11 y 12 de diciembre de 2021 (vuelta) | 8 y 9 de diciembre de 2021 (ida) 11 y 12 de diciembre de 2021 (vuelta) |  |   | 15 de diciembre de 2021 (ida) 18 de diciembre de 2021 (vuelta) | 15 de diciembre de 2021 (ida) 18 de diciembre de 2021 (vuelta) | 15 de diciembre de 2021 (ida) 18 de diciembre de 2021 (vuelta) | 15 de diciembre de 2021 (ida) 18 de diciembre de 2021 (vuelta) | 15 de diciembre de 2021 (ida) 18 de diciembre de 2021 (vuelta) |  |
|  |                              |                              |                              |                |   |                                                                                       |                                                                                       |                                                                                       |                                                                                       |                                                                                       |  |   |                                                                        |                                                                        |                                                                        |                                                                        |                                                                        |  |   |                                                                |                                                                |                                                                |                                                                |                                                                |  |
|  |                              |                              |                              |                |   |                                                                                       |                                                                                       |                                                                                       |                                                                                       |                                                                                       |  |   |                                                                        |                                                                        |                                                                        |                                                                        |                                                                        |  |   |                                                                |                                                                |                                                                |                                                                |                                                                |  |
|  |                              |                              |                              |                |   |                                                                                       |                                                                                       |                                                                                       |                                                                                       |                                                                                       |  |   |                                                                        |                                                                        |                                                                        |                                                                        |                                                                        |  |   |                                                                |                                                                |                                                                |                                                                |                                                                |  |
|  |                              |                              |                              |                |   |                                                                                       |                                                                                       |                                                                                       |                                                                                       |                                                                                       |  |   |                                                                        |                                                                        |                                                                        |                                                                        |                                                                        |  |   |                                                                |                                                                |                                                                |                                                                |                                                                |  |
|  |                              |                              |                              |                |   |                                                                                       |                                                                                       |                                                                                       |                                                                                       |                                                                                       |  |   |                                                                        |                                                                        |                                                                        |                                                                        |                                                                        |  |   |                                                                |                                                                |                                                                |                                                                |                                                                |  |
|  |                              | 2                            | Atlante                      | 2              | 0 | 2                                                                                     |                                                                                       |                                                                                       |                                                                                       |                                                                                       |  |   |                                                                        |                                                                        |                                                                        |                                                                        |                                                                        |  |   |                                                                |                                                                |                                                                |                                                                |                                                                |  |
|  |                              |                              |                              | 2              | 0 | 2                                                                                     |                                                                                       |                                                                                       |                                                                                       |                                                                                       |  |   |                                                                        |                                                                        |                                                                        |                                                                        |                                                                        |  |   |                                                                |                                                                |                                                                |                                                                |                                                                |  |
|  |                              |                              | 9                            | Venados        | 0 | 0                                                                                     | 0                                                                                     |                                                                                       |                                                                                       |                                                                                       |  |   |                                                                        |                                                                        |                                                                        |                                                                        |                                                                        |  |   |                                                                |                                                                |                                                                |                                                                |                                                                |  |
|  | 8                            | Cimarrones                   | 9                            | Venados        | 0 | 0                                                                                     | 0                                                                                     | 1                                                                                     |                                                                                       |                                                                                       |  |   |                                                                        |                                                                        |                                                                        |                                                                        |                                                                        |  |   |                                                                |                                                                |                                                                |                                                                |                                                                |  |
|  | 8                            | Cimarrones                   |                              |                |   |                                                                                       |                                                                                       |                                                                                       |                                                                                       |                                                                                       |  |   |                                                                        |                                                                        |                                                                        |                                                                        |                                                                        |  |   |                                                                |                                                                |                                                                |                                                                |                                                                |  |
|  | 9                            | Venados                      | 2                            |                |   |                                                                                       |                                                                                       |                                                                                       |                                                                                       |                                                                                       |  |   |                                                                        |                                                                        |                                                                        |                                                                        |                                                                        |  |   |                                                                |                                                                |                                                                |                                                                |                                                                |  |
|  | 9                            | Venados                      | 2                            |                |   |                                                                                       |                                                                                       |                                                                                       |                                                                                       |                                                                                       |  | 2 | Atlante                                                                | 1                                                                      | 2                                                                      | 3                                                                      |                                                                        |  |   |                                                                |                                                                |                                                                |                                                                |                                                                |  |
|  |                              |                              |                              |                |   |                                                                                       |                                                                                       |                                                                                       |                                                                                       |                                                                                       |  | 2 | Atlante                                                                | 1                                                                      | 2                                                                      | 3                                                                      |                                                                        |  |   |                                                                |                                                                |                                                                |                                                                |                                                                |  |
|  |                              |                              | 4                            | Celaya         | 0 | 2                                                                                     | 2                                                                                     |                                                                                       |                                                                                       |                                                                                       |  |   |                                                                        |                                                                        |                                                                        |                                                                        |                                                                        |  |   |                                                                |                                                                |                                                                |                                                                |                                                                |  |
|  |                              |                              | 4                            | Celaya         | 0 | 2                                                                                     | 2                                                                                     |                                                                                       |                                                                                       |                                                                                       |  |   |                                                                        |                                                                        |                                                                        |                                                                        |                                                                        |  |   |                                                                |                                                                |                                                                |                                                                |                                                                |  |
|  |                              |                              |                              |                |   |                                                                                       |                                                                                       |                                                                                       |                                                                                       |                                                                                       |  |   |                                                                        |                                                                        |                                                                        |                                                                        |                                                                        |  |   |                                                                |                                                                |                                                                |                                                                |                                                                |  |
|  |                              |                              |                              |                |   |                                                                                       |                                                                                       |                                                                                       |                                                                                       |                                                                                       |  |   |                                                                        |                                                                        |                                                                        |                                                                        |                                                                        |  |   |                                                                |                                                                |                                                                |                                                                |                                                                |  |
|  |                              | 4                            | Celaya                       | 0              | 3 | 3                                                                                     |                                                                                       |                                                                                       |                                                                                       |                                                                                       |  |   |                                                                        |                                                                        |                                                                        |                                                                        |                                                                        |  |   |                                                                |                                                                |                                                                |                                                                |                                                                |  |
|  |                              |                              |                              | 0              | 3 | 3                                                                                     |                                                                                       |                                                                                       |                                                                                       |                                                                                       |  |   |                                                                        |                                                                        |                                                                        |                                                                        |                                                                        |  |   |                                                                |                                                                |                                                                |                                                                |                                                                |  |
|  |                              |                              | 6                            | Leones Negros  | 1 | 0                                                                                     | 1                                                                                     |                                                                                       |                                                                                       |                                                                                       |  |   |                                                                        |                                                                        |                                                                        |                                                                        |                                                                        |  |   |                                                                |                                                                |                                                                |                                                                |                                                                |  |
|  | 6                            | Leones Negros                | 6                            | Leones Negros  | 1 | 0                                                                                     | 1                                                                                     | 2                                                                                     |                                                                                       |                                                                                       |  |   |                                                                        |                                                                        |                                                                        |                                                                        |                                                                        |  |   |                                                                |                                                                |                                                                |                                                                |                                                                |  |
|  | 6                            | Leones Negros                |                              |                |   |                                                                                       |                                                                                       |                                                                                       |                                                                                       |                                                                                       |  |   |                                                                        |                                                                        |                                                                        |                                                                        |                                                                        |  |   |                                                                |                                                                |                                                                |                                                                |                                                                |  |
|  | 11                           | Correcaminos                 | 1                            |                |   |                                                                                       |                                                                                       |                                                                                       |                                                                                       |                                                                                       |  |   |                                                                        |                                                                        |                                                                        |                                                                        |                                                                        |  |   |                                                                |                                                                |                                                                |                                                                |                                                                |  |
|  | 11                           | Correcaminos                 | 1                            |                |   |                                                                                       |                                                                                       |                                                                                       |                                                                                       |                                                                                       |  |   |                                                                        |                                                                        |                                                                        |                                                                        |                                                                        |  | 2 | Atlante                                                        | 0                                                              | 3                                                              | 3                                                              |                                                                |  |
|  |                              |                              |                              |                |   |                                                                                       |                                                                                       |                                                                                       |                                                                                       |                                                                                       |  |   |                                                                        |                                                                        |                                                                        |                                                                        |                                                                        |  | 2 | Atlante                                                        | 0                                                              | 3                                                              | 3                                                              |                                                                |  |
|  |                              |                              | 7                            | Tampico Madero | 0 | 0                                                                                     | 0                                                                                     |                                                                                       |                                                                                       |                                                                                       |  |   |                                                                        |                                                                        |                                                                        |                                                                        |                                                                        |  |   |                                                                |                                                                |                                                                |                                                                |                                                                |  |
|  |                              |                              | 7                            | Tampico Madero | 0 | 0                                                                                     | 0                                                                                     |                                                                                       |                                                                                       |                                                                                       |  |   |                                                                        |                                                                        |                                                                        |                                                                        |                                                                        |  |   |                                                                |                                                                |                                                                |                                                                |                                                                |  |
|  |                              |                              |                              |                |   |                                                                                       |                                                                                       |                                                                                       |                                                                                       |                                                                                       |  |   |                                                                        |                                                                        |                                                                        |                                                                        |                                                                        |  |   |                                                                |                                                                |                                                                |                                                                |                                                                |  |
|  |                              |                              |                              |                |   |                                                                                       |                                                                                       |                                                                                       |                                                                                       |                                                                                       |  |   |                                                                        |                                                                        |                                                                        |                                                                        |                                                                        |  |   |                                                                |                                                                |                                                                |                                                                |                                                                |  |
|  |                              | 1                            | Dorados                      | 1              | 1 | 2                                                                                     |                                                                                       |                                                                                       |                                                                                       |                                                                                       |  |   |                                                                        |                                                                        |                                                                        |                                                                        |                                                                        |  |   |                                                                |                                                                |                                                                |                                                                |                                                                |  |
|  |                              |                              |                              | 1              | 1 | 2                                                                                     |                                                                                       |                                                                                       |                                                                                       |                                                                                       |  |   |                                                                        |                                                                        |                                                                        |                                                                        |                                                                        |  |   |                                                                |                                                                |                                                                |                                                                |                                                                |  |
|  |                              |                              | 12                           | Tepatitlán     | 0 | 0                                                                                     | 0                                                                                     |                                                                                       |                                                                                       |                                                                                       |  |   |                                                                        |                                                                        |                                                                        |                                                                        |                                                                        |  |   |                                                                |                                                                |                                                                |                                                                |                                                                |  |
|  | 5                            | Pumas Tabasco                | 12                           | Tepatitlán     | 0 | 0                                                                                     | 0                                                                                     | 0                                                                                     |                                                                                       |                                                                                       |  |   |                                                                        |                                                                        |                                                                        |                                                                        |                                                                        |  |   |                                                                |                                                                |                                                                |                                                                |                                                                |  |
|  | 5                            | Pumas Tabasco                |                              |                |   |                                                                                       |                                                                                       |                                                                                       |                                                                                       |                                                                                       |  |   |                                                                        |                                                                        |                                                                        |                                                                        |                                                                        |  |   |                                                                |                                                                |                                                                |                                                                |                                                                |  |
|  | 12                           | Tepatitlán                   | 1                            |                |   |                                                                                       |                                                                                       |                                                                                       |                                                                                       |                                                                                       |  |   |                                                                        |                                                                        |                                                                        |                                                                        |                                                                        |  |   |                                                                |                                                                |                                                                |                                                                |                                                                |  |
|  | 12                           | Tepatitlán                   | 1                            |                |   |                                                                                       |                                                                                       |                                                                                       |                                                                                       |                                                                                       |  | 1 | Dorados                                                                | 0                                                                      | 0                                                                      | 0                                                                      |                                                                        |  |   |                                                                |                                                                |                                                                |                                                                |                                                                |  |
|  |                              |                              |                              |                |   |                                                                                       |                                                                                       |                                                                                       |                                                                                       |                                                                                       |  | 1 | Dorados                                                                | 0                                                                      | 0                                                                      | 0                                                                      |                                                                        |  |   |                                                                |                                                                |                                                                |                                                                |                                                                |  |
|  |                              |                              | 7                            | Tampico Madero | 1 | 1                                                                                     | 2                                                                                     |                                                                                       |                                                                                       |                                                                                       |  |   |                                                                        |                                                                        |                                                                        |                                                                        |                                                                        |  |   |                                                                |                                                                |                                                                |                                                                |                                                                |  |
|  |                              |                              | 7                            | Tampico Madero | 1 | 1                                                                                     | 2                                                                                     |                                                                                       |                                                                                       |                                                                                       |  |   |                                                                        |                                                                        |                                                                        |                                                                        |                                                                        |  |   |                                                                |                                                                |                                                                |                                                                |                                                                |  |
|  |                              |                              |                              |                |   |                                                                                       |                                                                                       |                                                                                       |                                                                                       |                                                                                       |  |   |                                                                        |                                                                        |                                                                        |                                                                        |                                                                        |  |   |                                                                |                                                                |                                                                |                                                                |                                                                |  |
|  |                              |                              |                              |                |   |                                                                                       |                                                                                       |                                                                                       |                                                                                       |                                                                                       |  |   |                                                                        |                                                                        |                                                                        |                                                                        |                                                                        |  |   |                                                                |                                                                |                                                                |                                                                |                                                                |  |
|  |                              | 3                            | Atlético Morelia             | 2              | 0 | 2                                                                                     |                                                                                       |                                                                                       |                                                                                       |                                                                                       |  |   |                                                                        |                                                                        |                                                                        |                                                                        |                                                                        |  |   |                                                                |                                                                |                                                                |                                                                |                                                                |  |
|  |                              |                              |                              | 2              | 0 | 2                                                                                     |                                                                                       |                                                                                       |                                                                                       |                                                                                       |  |   |                                                                        |                                                                        |                                                                        |                                                                        |                                                                        |  |   |                                                                |                                                                |                                                                |                                                                |                                                                |  |
|  |                              |                              | 7                            | Tampico Madero | 2 | 2                                                                                     | 4                                                                                     |                                                                                       |                                                                                       |                                                                                       |  |   |                                                                        |                                                                        |                                                                        |                                                                        |                                                                        |  |   |                                                                |                                                                |                                                                |                                                                |                                                                |  |
|  | 7                            | Tampico Madero               | 7                            | Tampico Madero | 2 | 2                                                                                     | 4                                                                                     | 2                                                                                     |                                                                                       |                                                                                       |  |   |                                                                        |                                                                        |                                                                        |                                                                        |                                                                        |  |   |                                                                |                                                                |                                                                |                                                                |                                                                |  |
|  | 7                            | Tampico Madero               |                              |                |   |                                                                                       |                                                                                       |                                                                                       |                                                                                       |                                                                                       |  |   |                                                                        |                                                                        |                                                                        |                                                                        |                                                                        |  |   |                                                                |                                                                |                                                                |                                                                |                                                                |  |
|  | 10                           | Zacatecas                    | 1                            |                |   |                                                                                       |                                                                                       |                                                                                       |                                                                                       |                                                                                       |  |   |                                                                        |                                                                        |                                                                        |                                                                        |                                                                        |  |   |                                                                |                                                                |                                                                |                                                                |                                                                |  |
|  | 10                           | Zacatecas                    | 1                            |                |   |                                                                                       |                                                                                       |                                                                                       |                                                                                       |                                                                                       |  |   |                                                                        |                                                                        |                                                                        |                                                                        |                                                                        |  |   |                                                                |                                                                |                                                                |                                                                |                                                                |  |
|  |                              |                              |                              |                |   |                                                                                       |                                                                                       |                                                                                       |                                                                                       |                                                                                       |  |   |                                                                        |                                                                        |                                                                        |                                                                        |                                                                        |  |   |                                                                |                                                                |                                                                |                                                                |                                                                |  |

- Campeón clasifica al  Campeón de Campeones 2021-22

(*) Avanza por su posición de la tabla

### Cuartos de final
| 1 de diciembre de 2021 | Tepatitlán | 0:1 (0:0) | Dorados           | Estadio Tepa Gómez, Tepatitlán, Jalisco                               |                                                                       |
| 19:00 (UTC -6)         |            | Reporte   | 74' J. Betancourt | Asistencia: 3 991 espectadores Árbitro(s): Iván Antonio López Sánchez | Asistencia: 3 991 espectadores Árbitro(s): Iván Antonio López Sánchez |

| 4 de diciembre de 2021                   | Dorados            | 1:0 (0:0) (Global 2:0) | Tepatitlán | Estadio Dorados, Culiacán, Sinaloa                                  |                                                                     |
| 18:05 (UTC -7) 19:05 (UTC -6)            | S. Manríquez 90+5' | Reporte                |            | Asistencia: 3 203 espectadores Árbitro(s): Jesús Rafael López Valle | Asistencia: 3 203 espectadores Árbitro(s): Jesús Rafael López Valle |
| Dorados avanzó a Semifinales. Global 2-0 |                    |                        |            |                                                                     |                                                                     |

| 2 de diciembre de 2021 | Venados | 0:2 (0:1) | Atlante                        | Estadio Carlos Iturralde Rivero, Mérida, Yucatán                        |                                                                         |
| 19:00 (UTC -6)         |         | Reporte   | 8' E. Partida · 48' A. Escobar | Asistencia: 9 876 espectadores Árbitro(s): Vicente Jassiel Reynoso Arce | Asistencia: 9 876 espectadores Árbitro(s): Vicente Jassiel Reynoso Arce |

| 5 de diciembre de 2021                   | Atlante | 0:0 (Global 2:0) | Venados | Estadio de la Ciudad de los Deportes, Ciudad de México                   |                                                                          |
| 12:00 (UTC -6)                           |         | Reporte          |         | Asistencia: 4 119 espectadores Árbitro(s): Ismael Rosario López Peñuelas | Asistencia: 4 119 espectadores Árbitro(s): Ismael Rosario López Peñuelas |
| Atlante avanzó a Semifinales. Global 2-0 |         |                  |         |                                                                          |                                                                          |

| 30 de noviembre de 2021 | Tampico Madero               | 2:2 (0:1) | Atlético Morelia              | Estadio Tamaulipas, Tampico - Madero, Tamaulipas                 |                                                                  |
| 19:00 (UTC -6)          | E. Pérez 66' · L. Loroña 71' | Reporte   | 8' G. Acosta · 50' S. Vergara | Asistencia: 7 345 espectadores Árbitro(s): Mario Terrazas Chávez | Asistencia: 7 345 espectadores Árbitro(s): Mario Terrazas Chávez |

| 4 de diciembre de 2021                          | Atlético Morelia | 0:2 (0:1) (Global 2:4) | Tampico Madero               | Estadio Morelos, Morelia, Michoacán                                    |                                                                        |
| 17:00 (UTC -6)                                  |                  | Reporte                | 6' C. Robles · 70' L. Loroña | Asistencia: 8 070 espectadores Árbitro(s): Louis Adrián Vielmas Valdéz | Asistencia: 8 070 espectadores Árbitro(s): Louis Adrián Vielmas Valdéz |
| Tampico Madero avanzó a Semifinales. Global 2-4 |                  |                        |                              |                                                                        |                                                                        |

| 30 de noviembre de 2021 | Leones Negros  | 1:0 (0:0) | Celaya | Estadio Jalisco, Guadalajara, Jalisco                                     |                                                                           |
| 21:05 (UTC -6)          | R. Godínez 76' | Reporte   |        | Asistencia: 7 195 espectadores Árbitro(s): Maximiliano Quintero Hernández | Asistencia: 7 195 espectadores Árbitro(s): Maximiliano Quintero Hernández |

| 5 de diciembre de 2021 | Celaya                              | 3:0 (2:0) (Global 3:1) | Leones Negros | Estadio Miguel Alemán Valdés, Celaya, Guanajuato        |                                                         |
| 17:00 (UTC -6)         | D. Jiménez 3' · R. Marín 37', 90+3' | Reporte                |               | Asistencia: 0 espectadores Árbitro(s): Áxel Meza Méndez | Asistencia: 0 espectadores Árbitro(s): Áxel Meza Méndez |

### Semifinales
| 8 de diciembre de 2021 | Tampico Madero | 1:0 (1:0) | Dorados | Estadio Tamaulipas, Tampico - Madero, Tamaulipas                           |                                                                            |
| 18:30 (UTC -6)         | E. Pérez 23'   | Reporte   |         | Asistencia: 7 952 espectadores Árbitro(s): Jorge Abraham Camacho Peregrina | Asistencia: 7 952 espectadores Árbitro(s): Jorge Abraham Camacho Peregrina |

| 11 de diciembre de 2021                      | Dorados | 0:1 (0:1) (Global 0:2) | Tampico Madero | Estadio Dorados, Culiacán, Sinaloa                                     |                                                                        |
| 20:00 (UTC -7) 21:00 (UTC -6)                |         | Reporte                | 19' D. Medina  | Asistencia: 4 253 espectadores Árbitro(s): Louis Adrián Vielmas Valdez | Asistencia: 4 253 espectadores Árbitro(s): Louis Adrián Vielmas Valdez |
| Tampico Madero avanzó a la Final. Global 0-2 |         |                        |                |                                                                        |                                                                        |

| 9 de diciembre de 2021 | Celaya | 0:1 (0:1) | Atlante      | Estadio Miguel Alemán Valdés, Celaya, Guanajuato                 |                                                                  |
| 18:30 (UTC -6)         |        | Reporte   | 20' R. Costa | Asistencia: 6 508 espectadores Árbitro(s): Mario Terrazas Chávez | Asistencia: 6 508 espectadores Árbitro(s): Mario Terrazas Chávez |

| 12 de diciembre de 2021               | Atlante                            | 2:2 (0:0) (Global 3:2) | Celaya               | Estadio de la Ciudad de los Deportes, Ciudad de México              |                                                                     |
| 12:00 (UTC -6)                        | A. Escobar 83' · B. Figueroa 90+5' | Reporte                | 77', 89' F. Illescas | Asistencia: 5 972 espectadores Árbitro(s): Jesús Rafael López Valle | Asistencia: 5 972 espectadores Árbitro(s): Jesús Rafael López Valle |
| Atlante avanzó a la Final. Global 3-2 |                                    |                        |                      |                                                                     |                                                                     |

### Final
| 15 de diciembre de 2021 | Tampico Madero | 0:0     | Atlante | Estadio Tamaulipas, Tampico - Madero, Tamaulipas                         |                                                                          |
| 21:00 (UTC -6)          |                | Reporte |         | Asistencia: 8 578 espectadores Árbitro(s): Ismael Rosario López Peñuelas | Asistencia: 8 578 espectadores Árbitro(s): Ismael Rosario López Peñuelas |

| 18 de diciembre de 2021                              | Atlante                             | 3:0 (0:0) (Global 3:0) | Tampico Madero | Estadio de la Ciudad de los Deportes, Ciudad de México                      |                                                                             |
| 21:10 (UTC -6)                                       | R. Costa 52', 56' · C. Bermúdez 77' | Reporte                |                | Asistencia: 17 780 espectadores Árbitro(s): Jorge Abraham Camacho Peregrina | Asistencia: 17 780 espectadores Árbitro(s): Jorge Abraham Camacho Peregrina |
| Atlante campeón del Torneo Apertura 2021. Global 3-0 |                                     |                        |                |                                                                             |                                                                             |

#### Final - Ida
| 18    | POR   | Marco Millán      |     |
| 2     | DEF   | César Bernal      |     |
| 3     | DEF   | Oscar Manzanarez  |     |
| 13    | DEF   | Carlos Robles     |     |
| 19    | DEF   | Edson García      | 80' |
| 6     | MED   | Aldo López        |     |
| 7     | MED   | Joel Pérez        | 45' |
| 11    | MED   | Diego Hernández   |     |
| 9     | DEL   | Eduardo Pérez     | 62' |
| 10    | DEL   | Giovani Hernández | 80' |
| 12    | DEL   | Diego Medina      | 62' |
| D. T. | D. T. | Gerardo Espinoza  |     |

| 1     | POR   | Humberto Hernández    |     |
| 3     | DEF   | Diego García          |     |
| 4     | DEF   | Jonathan Sánchez      |     |
| 6     | DEF   | Edson Partida         |     |
| 14    | DEF   | Rolando González      |     |
| 19    | DEF   | Omar Soto             |     |
| 28    | MED   | Elbis Sousa           |     |
| 18    | MED   | Christian Bermúdez    |     |
| 27    | MED   | Armando Escobar       | 45' |
| 29    | MED   | Juan Domínguez        | 69' |
| 23    | DEL   | Ramiro Costa          | 69' |
| D. T. | D. T. | Mario García Covalles |     |

| 25 | Delantero      | Santiago Micolta | 45' |
| 21 | Delantero      | Luis Loroña      | 62' |
| 31 | Delantero      | Fabián Salas     | 62' |
| 23 | Centrocampista | Jared Simental   | 80' |
| 14 | Centrocampista | Nahúm Gómez      | 80' |

| 7  | Centrocampista | Duilio Tejeda    | 45' |
| 9  | Delantero      | Alonso Hernández | 69' |
| 10 | Centrocampista | Alfonso Tamay    | 69' |

| 43' | Carlos Robles |

| 12' · 90+1' | Rolando González Alonso Hernández |

| Principal  | Ismael Rosario López Peñuelas |
| Asistentes | René Ramírez Ayala            |
|            | Mayra Alejandra Mora Cerero   |
| Cuarto     | Mario Terrazas Chávez         |

|                    |     |     |
| Tiros              | 3   | 2   |
| Tiros a puerta     | 1   | 2   |
| Faltas             | 0   | 2   |
| Saques de esquina  | 6   | 4   |
| Penaltis           | 0   | 0   |
| Fueras de juego    | 0   | 0   |
| Posesión del balón | 57% | 43% |

| Alineación inicial |

| 18    | POR   | Marco Millán      |     |
| 2     | DEF   | César Bernal      |     |
| 3     | DEF   | Oscar Manzanarez  |     |
| 13    | DEF   | Carlos Robles     |     |
| 19    | DEF   | Edson García      | 80' |
| 6     | MED   | Aldo López        |     |
| 7     | MED   | Joel Pérez        | 45' |
| 11    | MED   | Diego Hernández   |     |
| 9     | DEL   | Eduardo Pérez     | 62' |
| 10    | DEL   | Giovani Hernández | 80' |
| 12    | DEL   | Diego Medina      | 62' |
| D. T. | D. T. | Gerardo Espinoza  |     |

| 1     | POR   | Humberto Hernández    |     |
| 3     | DEF   | Diego García          |     |
| 4     | DEF   | Jonathan Sánchez      |     |
| 6     | DEF   | Edson Partida         |     |
| 14    | DEF   | Rolando González      |     |
| 19    | DEF   | Omar Soto             |     |
| 28    | MED   | Elbis Sousa           |     |
| 18    | MED   | Christian Bermúdez    |     |
| 27    | MED   | Armando Escobar       | 45' |
| 29    | MED   | Juan Domínguez        | 69' |
| 23    | DEL   | Ramiro Costa          | 69' |
| D. T. | D. T. | Mario García Covalles |     |

| 25 | Delantero      | Santiago Micolta | 45' |
| 21 | Delantero      | Luis Loroña      | 62' |
| 31 | Delantero      | Fabián Salas     | 62' |
| 23 | Centrocampista | Jared Simental   | 80' |
| 14 | Centrocampista | Nahúm Gómez      | 80' |

| 7  | Centrocampista | Duilio Tejeda    | 45' |
| 9  | Delantero      | Alonso Hernández | 69' |
| 10 | Centrocampista | Alfonso Tamay    | 69' |

| 43' | Carlos Robles |

| 12' · 90+1' | Rolando González Alonso Hernández |

| Principal  | Ismael Rosario López Peñuelas |
| Asistentes | René Ramírez Ayala            |
|            | Mayra Alejandra Mora Cerero   |
| Cuarto     | Mario Terrazas Chávez         |

|                    |     |     |
| Tiros              | 3   | 2   |
| Tiros a puerta     | 1   | 2   |
| Faltas             | 0   | 2   |
| Saques de esquina  | 6   | 4   |
| Penaltis           | 0   | 0   |
| Fueras de juego    | 0   | 0   |
| Posesión del balón | 57% | 43% |

| Alineación inicial |

| 18    | POR   | Marco Millán      |     |
| 2     | DEF   | César Bernal      |     |
| 3     | DEF   | Oscar Manzanarez  |     |
| 13    | DEF   | Carlos Robles     |     |
| 19    | DEF   | Edson García      | 80' |
| 6     | MED   | Aldo López        |     |
| 7     | MED   | Joel Pérez        | 45' |
| 11    | MED   | Diego Hernández   |     |
| 9     | DEL   | Eduardo Pérez     | 62' |
| 10    | DEL   | Giovani Hernández | 80' |
| 12    | DEL   | Diego Medina      | 62' |
| D. T. | D. T. | Gerardo Espinoza  |     |

| 1     | POR   | Humberto Hernández    |     |
| 3     | DEF   | Diego García          |     |
| 4     | DEF   | Jonathan Sánchez      |     |
| 6     | DEF   | Edson Partida         |     |
| 14    | DEF   | Rolando González      |     |
| 19    | DEF   | Omar Soto             |     |
| 28    | MED   | Elbis Sousa           |     |
| 18    | MED   | Christian Bermúdez    |     |
| 27    | MED   | Armando Escobar       | 45' |
| 29    | MED   | Juan Domínguez        | 69' |
| 23    | DEL   | Ramiro Costa          | 69' |
| D. T. | D. T. | Mario García Covalles |     |

| 25 | Delantero      | Santiago Micolta | 45' |
| 21 | Delantero      | Luis Loroña      | 62' |
| 31 | Delantero      | Fabián Salas     | 62' |
| 23 | Centrocampista | Jared Simental   | 80' |
| 14 | Centrocampista | Nahúm Gómez      | 80' |

| 7  | Centrocampista | Duilio Tejeda    | 45' |
| 9  | Delantero      | Alonso Hernández | 69' |
| 10 | Centrocampista | Alfonso Tamay    | 69' |

| 43' | Carlos Robles |

| 12' · 90+1' | Rolando González Alonso Hernández |

| Principal  | Ismael Rosario López Peñuelas |
| Asistentes | René Ramírez Ayala            |
|            | Mayra Alejandra Mora Cerero   |
| Cuarto     | Mario Terrazas Chávez         |

|                    |     |     |
| Tiros              | 3   | 2   |
| Tiros a puerta     | 1   | 2   |
| Faltas             | 0   | 2   |
| Saques de esquina  | 6   | 4   |
| Penaltis           | 0   | 0   |
| Fueras de juego    | 0   | 0   |
| Posesión del balón | 57% | 43% |

| Alineación inicial |

| 18    | POR   | Marco Millán      |     |
| 2     | DEF   | César Bernal      |     |
| 3     | DEF   | Oscar Manzanarez  |     |
| 13    | DEF   | Carlos Robles     |     |
| 19    | DEF   | Edson García      | 80' |
| 6     | MED   | Aldo López        |     |
| 7     | MED   | Joel Pérez        | 45' |
| 11    | MED   | Diego Hernández   |     |
| 9     | DEL   | Eduardo Pérez     | 62' |
| 10    | DEL   | Giovani Hernández | 80' |
| 12    | DEL   | Diego Medina      | 62' |
| D. T. | D. T. | Gerardo Espinoza  |     |

| 1     | POR   | Humberto Hernández    |     |
| 3     | DEF   | Diego García          |     |
| 4     | DEF   | Jonathan Sánchez      |     |
| 6     | DEF   | Edson Partida         |     |
| 14    | DEF   | Rolando González      |     |
| 19    | DEF   | Omar Soto             |     |
| 28    | MED   | Elbis Sousa           |     |
| 18    | MED   | Christian Bermúdez    |     |
| 27    | MED   | Armando Escobar       | 45' |
| 29    | MED   | Juan Domínguez        | 69' |
| 23    | DEL   | Ramiro Costa          | 69' |
| D. T. | D. T. | Mario García Covalles |     |

| 25 | Delantero      | Santiago Micolta | 45' |
| 21 | Delantero      | Luis Loroña      | 62' |
| 31 | Delantero      | Fabián Salas     | 62' |
| 23 | Centrocampista | Jared Simental   | 80' |
| 14 | Centrocampista | Nahúm Gómez      | 80' |

| 7  | Centrocampista | Duilio Tejeda    | 45' |
| 9  | Delantero      | Alonso Hernández | 69' |
| 10 | Centrocampista | Alfonso Tamay    | 69' |

| 43' | Carlos Robles |

| 12' · 90+1' | Rolando González Alonso Hernández |

| Principal  | Ismael Rosario López Peñuelas |
| Asistentes | René Ramírez Ayala            |
|            | Mayra Alejandra Mora Cerero   |
| Cuarto     | Mario Terrazas Chávez         |

|                    |     |     |
| Tiros              | 3   | 2   |
| Tiros a puerta     | 1   | 2   |
| Faltas             | 0   | 2   |
| Saques de esquina  | 6   | 4   |
| Penaltis           | 0   | 0   |
| Fueras de juego    | 0   | 0   |
| Posesión del balón | 57% | 43% |

| Alineación inicial |

#### Final - Vuelta
| 1     | POR   | Humberto Hernández    |     |
| 3     | DEF   | Diego García          |     |
| 4     | DEF   | Jonathan Sánchez      |     |
| 6     | DEF   | Edson Partida         | 88' |
| 14    | DEF   | Rolando González      |     |
| 19    | DEF   | Omar Soto             |     |
| 28    | MED   | Elbis Sousa           |     |
| 7     | MED   | Duilio Tejada         | 88' |
| 18    | MED   | Christian Bermúdez    | 88' |
| 29    | MED   | Juan Domínguez        | 73' |
| 23    | DEL   | Ramiro Costa          | 67' |
| D. T. | D. T. | Mario García Covalles |     |

| 18    | POR   | Marco Millán      |     |
| 2     | DEF   | César Bernal      | 60' |
| 3     | DEF   | Oscar Manzanarez  |     |
| 13    | DEF   | Carlos Robles     | 60' |
| 19    | DEF   | Edson García      |     |
| 6     | MED   | Aldo López        |     |
| 11    | MED   | Diego Hernández   |     |
| 14    | MED   | Nahúm Gómez       | 38' |
| 9     | DEL   | Eduardo Pérez     |     |
| 10    | DEL   | Giovani Hernández | 73' |
| 12    | DEL   | Diego Medina      | 73' |
| D. T. | D. T. | Gerardo Espinoza  |     |

| 9  | Delantero      | Alonso Hernández | 67' |
| 30 | Centrocampista | Bryan Mendoza    | 73' |
| 11 | Centrocampista | Brian Figueroa   | 88' |
| 16 | Defensa        | Francisco Reyes  | 88' |
| 10 | Centrocampista | Alfonso Tamay    | 88' |

| 7  | Centrocampista | Joel Pérez     | 38' |
| 4  | Defensa        | Luis Flores    | 60' |
| 21 | Delantero      | Luis Loroña    | 60' |
| 23 | Centrocampista | Jared Simental | 73' |
| 31 | Delantero      | Fabián Salas   | 73' |

| 52' · 56' · 77' | Ramiro Costa Christian Bermúdez | 1:0 2:0 3:0 |

| 57' · 81' | Ramiro Costa Elbis Sousa |

| 54' | César Bernal |

| Principal  | Jorge Abraham Camacho Peregrina |
| Asistentes | Eder Jesús Contreras Márquez    |
|            | Sandra Elizabeth Ramírez Alemán |
| Cuarto     | Louis Adrián Vielmas Valdez     |

|                    |     |     |
| Tiros              | 9   | 3   |
| Tiros a puerta     | 4   | 2   |
| Faltas             | 4   | 4   |
| Saques de esquina  | 12  | 11  |
| Penaltis           | 0   | 0   |
| Fueras de juego    | 1   | 1   |
| Posesión del balón | 57% | 43% |

| Alineación inicial |

| 1     | POR   | Humberto Hernández    |     |
| 3     | DEF   | Diego García          |     |
| 4     | DEF   | Jonathan Sánchez      |     |
| 6     | DEF   | Edson Partida         | 88' |
| 14    | DEF   | Rolando González      |     |
| 19    | DEF   | Omar Soto             |     |
| 28    | MED   | Elbis Sousa           |     |
| 7     | MED   | Duilio Tejada         | 88' |
| 18    | MED   | Christian Bermúdez    | 88' |
| 29    | MED   | Juan Domínguez        | 73' |
| 23    | DEL   | Ramiro Costa          | 67' |
| D. T. | D. T. | Mario García Covalles |     |

| 18    | POR   | Marco Millán      |     |
| 2     | DEF   | César Bernal      | 60' |
| 3     | DEF   | Oscar Manzanarez  |     |
| 13    | DEF   | Carlos Robles     | 60' |
| 19    | DEF   | Edson García      |     |
| 6     | MED   | Aldo López        |     |
| 11    | MED   | Diego Hernández   |     |
| 14    | MED   | Nahúm Gómez       | 38' |
| 9     | DEL   | Eduardo Pérez     |     |
| 10    | DEL   | Giovani Hernández | 73' |
| 12    | DEL   | Diego Medina      | 73' |
| D. T. | D. T. | Gerardo Espinoza  |     |

| 9  | Delantero      | Alonso Hernández | 67' |
| 30 | Centrocampista | Bryan Mendoza    | 73' |
| 11 | Centrocampista | Brian Figueroa   | 88' |
| 16 | Defensa        | Francisco Reyes  | 88' |
| 10 | Centrocampista | Alfonso Tamay    | 88' |

| 7  | Centrocampista | Joel Pérez     | 38' |
| 4  | Defensa        | Luis Flores    | 60' |
| 21 | Delantero      | Luis Loroña    | 60' |
| 23 | Centrocampista | Jared Simental | 73' |
| 31 | Delantero      | Fabián Salas   | 73' |

| 52' · 56' · 77' | Ramiro Costa Christian Bermúdez | 1:0 2:0 3:0 |

| 57' · 81' | Ramiro Costa Elbis Sousa |

| 54' | César Bernal |

| Principal  | Jorge Abraham Camacho Peregrina |
| Asistentes | Eder Jesús Contreras Márquez    |
|            | Sandra Elizabeth Ramírez Alemán |
| Cuarto     | Louis Adrián Vielmas Valdez     |

|                    |     |     |
| Tiros              | 9   | 3   |
| Tiros a puerta     | 4   | 2   |
| Faltas             | 4   | 4   |
| Saques de esquina  | 12  | 11  |
| Penaltis           | 0   | 0   |
| Fueras de juego    | 1   | 1   |
| Posesión del balón | 57% | 43% |

| Alineación inicial |

| 1     | POR   | Humberto Hernández    |     |
| 3     | DEF   | Diego García          |     |
| 4     | DEF   | Jonathan Sánchez      |     |
| 6     | DEF   | Edson Partida         | 88' |
| 14    | DEF   | Rolando González      |     |
| 19    | DEF   | Omar Soto             |     |
| 28    | MED   | Elbis Sousa           |     |
| 7     | MED   | Duilio Tejada         | 88' |
| 18    | MED   | Christian Bermúdez    | 88' |
| 29    | MED   | Juan Domínguez        | 73' |
| 23    | DEL   | Ramiro Costa          | 67' |
| D. T. | D. T. | Mario García Covalles |     |

| 18    | POR   | Marco Millán      |     |
| 2     | DEF   | César Bernal      | 60' |
| 3     | DEF   | Oscar Manzanarez  |     |
| 13    | DEF   | Carlos Robles     | 60' |
| 19    | DEF   | Edson García      |     |
| 6     | MED   | Aldo López        |     |
| 11    | MED   | Diego Hernández   |     |
| 14    | MED   | Nahúm Gómez       | 38' |
| 9     | DEL   | Eduardo Pérez     |     |
| 10    | DEL   | Giovani Hernández | 73' |
| 12    | DEL   | Diego Medina      | 73' |
| D. T. | D. T. | Gerardo Espinoza  |     |

| 9  | Delantero      | Alonso Hernández | 67' |
| 30 | Centrocampista | Bryan Mendoza    | 73' |
| 11 | Centrocampista | Brian Figueroa   | 88' |
| 16 | Defensa        | Francisco Reyes  | 88' |
| 10 | Centrocampista | Alfonso Tamay    | 88' |

| 7  | Centrocampista | Joel Pérez     | 38' |
| 4  | Defensa        | Luis Flores    | 60' |
| 21 | Delantero      | Luis Loroña    | 60' |
| 23 | Centrocampista | Jared Simental | 73' |
| 31 | Delantero      | Fabián Salas   | 73' |

| 52' · 56' · 77' | Ramiro Costa Christian Bermúdez | 1:0 2:0 3:0 |

| 57' · 81' | Ramiro Costa Elbis Sousa |

| 54' | César Bernal |

| Principal  | Jorge Abraham Camacho Peregrina |
| Asistentes | Eder Jesús Contreras Márquez    |
|            | Sandra Elizabeth Ramírez Alemán |
| Cuarto     | Louis Adrián Vielmas Valdez     |

|                    |     |     |
| Tiros              | 9   | 3   |
| Tiros a puerta     | 4   | 2   |
| Faltas             | 4   | 4   |
| Saques de esquina  | 12  | 11  |
| Penaltis           | 0   | 0   |
| Fueras de juego    | 1   | 1   |
| Posesión del balón | 57% | 43% |

| Alineación inicial |

| 1     | POR   | Humberto Hernández    |     |
| 3     | DEF   | Diego García          |     |
| 4     | DEF   | Jonathan Sánchez      |     |
| 6     | DEF   | Edson Partida         | 88' |
| 14    | DEF   | Rolando González      |     |
| 19    | DEF   | Omar Soto             |     |
| 28    | MED   | Elbis Sousa           |     |
| 7     | MED   | Duilio Tejada         | 88' |
| 18    | MED   | Christian Bermúdez    | 88' |
| 29    | MED   | Juan Domínguez        | 73' |
| 23    | DEL   | Ramiro Costa          | 67' |
| D. T. | D. T. | Mario García Covalles |     |

| 18    | POR   | Marco Millán      |     |
| 2     | DEF   | César Bernal      | 60' |
| 3     | DEF   | Oscar Manzanarez  |     |
| 13    | DEF   | Carlos Robles     | 60' |
| 19    | DEF   | Edson García      |     |
| 6     | MED   | Aldo López        |     |
| 11    | MED   | Diego Hernández   |     |
| 14    | MED   | Nahúm Gómez       | 38' |
| 9     | DEL   | Eduardo Pérez     |     |
| 10    | DEL   | Giovani Hernández | 73' |
| 12    | DEL   | Diego Medina      | 73' |
| D. T. | D. T. | Gerardo Espinoza  |     |

| 9  | Delantero      | Alonso Hernández | 67' |
| 30 | Centrocampista | Bryan Mendoza    | 73' |
| 11 | Centrocampista | Brian Figueroa   | 88' |
| 16 | Defensa        | Francisco Reyes  | 88' |
| 10 | Centrocampista | Alfonso Tamay    | 88' |

| 7  | Centrocampista | Joel Pérez     | 38' |
| 4  | Defensa        | Luis Flores    | 60' |
| 21 | Delantero      | Luis Loroña    | 60' |
| 23 | Centrocampista | Jared Simental | 73' |
| 31 | Delantero      | Fabián Salas   | 73' |

| 52' · 56' · 77' | Ramiro Costa Christian Bermúdez | 1:0 2:0 3:0 |

| 57' · 81' | Ramiro Costa Elbis Sousa |

| 54' | César Bernal |

| Principal  | Jorge Abraham Camacho Peregrina |
| Asistentes | Eder Jesús Contreras Márquez    |
|            | Sandra Elizabeth Ramírez Alemán |
| Cuarto     | Louis Adrián Vielmas Valdez     |

|                    |     |     |
| Tiros              | 9   | 3   |
| Tiros a puerta     | 4   | 2   |
| Faltas             | 4   | 4   |
| Saques de esquina  | 12  | 11  |
| Penaltis           | 0   | 0   |
| Fueras de juego    | 1   | 1   |
| Posesión del balón | 57% | 43% |

| Alineación inicial |

| Campeón Apertura 2021 |
| --------------------- |
|                       |
| Atlante               |
| 1° Título             |

## Tabla de cocientes
Al igual que en la Liga MX el descenso fue suspendido para la temporada 2021-22, sin embargo, de acuerdo con el Artículo 24 del reglamento de competencia, los tres clubes que ocupen los últimos lugares de la tabla de cocientes deberán pagar la multa correspondiente de acuerdo con el reparto establecido: $MXN 1.5 millones el último lugar; $MXN 1 millón el penúltimo; y $MXN 500 mil el antepenúltimo puesto de la tabla. Los clubes filiales (Pumas Tabasco, Raya2 y Tapatío), además del club con estatus de invitado de la Liga Premier (Tlaxcala) quedan exentos de pagar la multa, sin embargo, si un equipo de los citados finaliza en esas posiciones, no habrá recorrido en la tabla y esa multa no será pagada por ningún otro equipo.
- Fecha de actualización: 21 de noviembre de 2021

| Pos. | Equipo           | A19               | C20               | G20               | GC21              | A21 | Puntos | A19J              | C20J              | G20J              | GC21J             | A21J | Juegos | DG  | Cociente |
| ---- | ---------------- | ----------------- | ----------------- | ----------------- | ----------------- | --- | ------ | ----------------- | ----------------- | ----------------- | ----------------- | ---- | ------ | --- | -------- |
| 1    | Atlético Morelia | 19                | 13                | 26                | 29                | 28  | 115    | 11                | 8                 | 15                | 15                | 16   | 65     | 18  | 1.7692   |
| 2    | Atlante          | 20                | 11                | 28                | 22                | 29  | 112    | 11                | 8                 | 15                | 15                | 16   | 65     | 35  | 1.7231   |
| 3    | Celaya           | 12                | 13                | 32                | 25                | 25  | 107    | 11                | 8                 | 15                | 15                | 16   | 65     | 26  | 1.6462   |
| 4    | Zacatecas        | 14                | 20                | 23                | 24                | 19  | 100    | 11                | 8                 | 15                | 15                | 16   | 65     | 17  | 1.5385   |
| 5    | Cimarrones       | 15                | 8                 | 28                | 26                | 21  | 98     | 11                | 8                 | 15                | 15                | 16   | 65     | 13  | 1.5077   |
| 6    | Pumas Tabasco    |                   |                   |                   |                   | 23  | 23     |                   |                   |                   |                   | 16   | 16     | 1   | 1.4375   |
| 7    | Tampico Madero   | 17                | 12                | 23                | 16                | 22  | 90     | 11                | 8                 | 15                | 15                | 16   | 65     | 12  | 1.3846   |
| 8    | Tepatitlán       | Liga Premier MX   | Liga Premier MX   | 23                | 22                | 18  | 63     | Liga Premier MX   | Liga Premier MX   | 15                | 15                | 16   | 46     | -2  | 1.3696   |
| 9    | Dorados          | 14                | 5                 | 14                | 18                | 37  | 88     | 11                | 8                 | 15                | 15                | 16   | 65     | 7   | 1.3538   |
| 10   | Tapatío          | Sin Participación | Sin Participación | 21                | 22                | 14  | 57     | Sin Participación | Sin Participación | 15                | 15                | 16   | 46     | -10 | 1.2391   |
| 11   | Tlaxcala         | Liga Premier MX   | Liga Premier MX   | 18                | 19                | 18  | 55     | Liga Premier MX   | Liga Premier MX   | 15                | 15                | 16   | 46     | -16 | 1.1957   |
| 12   | Leones Negros    | 15                | 13                | 13                | 11                | 25  | 77     | 11                | 8                 | 15                | 15                | 16   | 65     | -9  | 1.1846   |
| 13   | Oaxaca           | 21                | 6                 | 13                | 19                | 16  | 75     | 11                | 8                 | 15                | 15                | 16   | 65     | -13 | 1.1538   |
| 14   | Venados          | 8                 | 13                | 16                | 17                | 21  | 75     | 11                | 8                 | 15                | 15                | 16   | 65     | -51 | 1.1538   |
| 15   | Cancún           | 13                | 3                 | 24                | 21                | 13  | 74     | 11                | 8                 | 15                | 15                | 16   | 65     | -9  | 1.1385   |
| 16   | Correcaminos     | 10                | 16                | 13                | 13                | 19  | 71     | 11                | 8                 | 15                | 15                | 16   | 65     | -24 | 1.0923   |
| 17   | Raya2            | Sin participación | Sin participación | Sin participación | Sin participación | 17  | 17     | Sin participación | Sin participación | Sin participación | Sin participación | 16   | 16     | -2  | 1.0625   |

     Pago de multa $MXN500 mil.
     Pago de multa $MXN1 millón.
     Pago de multa $MXN1.5 millones.
     Equipo exento de pago de multa.

## Estadísticas

### Clasificación juego limpio
- Datos según la página oficial.
- Fecha de actualización: 21 de noviembre de 2021

| Lugar                                | Club                                 |          |          |          | Puntos   |
| ------------------------------------ | ------------------------------------ | -------- | -------- | -------- | -------- |
| 1                                    | Tampico Madero                       | 24       | 1        | 0        | 27       |
| 2                                    | Dorados                              | 33       | 0        | 0        | 33       |
| 3                                    | Atlético Morelia                     | 36       | 0        | 1        | 39       |
| 4                                    | Celaya                               | 37       | 0        | 1        | 40       |
| 5                                    | Venados                              | 42       | 0        | 0        | 42       |
| 6                                    | Raya2                                | 41       | 1        | 1        | 47       |
| 7                                    | Oaxaca                               | 38       | 2        | 1        | 47       |
| 8                                    | Cimarrones                           | 41       | 0        | 3        | 50       |
| 9                                    | Tlaxcala                             | 41       | 2        | 1        | 50       |
| 10                                   | Correcaminos                         | 40       | 2        | 2        | 52       |
| 11                                   | Pumas Tabasco                        | 35       | 1        | 5        | 53       |
| 12                                   | Cancún                               | 41       | 0        | 4        | 53       |
| 13                                   | Leones Negros                        | 48       | 2        | 1        | 57       |
| 14                                   | Zacatecas                            | 49       | 0        | 3        | 58       |
| 15                                   | Tapatío                              | 43       | 1        | 4        | 58       |
| 16                                   | Atlante                              | 48       | 0        | 5        | 63       |
| 17                                   | Tepatitlán                           | 50       | 3        | 2        | 65       |
| Primera Tarjeta Amarilla             | Primera Tarjeta Amarilla             | 1 punto  | 1 punto  | 1 punto  | 1 punto  |
| Segunda Tarjeta Amarilla y Expulsión | Segunda Tarjeta Amarilla y Expulsión | 3 puntos | 3 puntos | 3 puntos | 3 puntos |
| Tarjeta Roja Directa                 | Tarjeta Roja Directa                 | 3 puntos | 3 puntos | 3 puntos | 3 puntos |

### Máximos goleadores
Lista con los máximos goleadores del torneo.
- Datos según la página oficial.

Fecha de actualización: 21 de noviembre de 2021
| Posición | Jugador              | Club             | Goles | Min. | Frec.       |
| -------- | -------------------- | ---------------- | ----- | ---- | ----------- |
| 1º       | José Raúl Zúñiga     | Dorados          | 12    | 1416 | 118 min.    |
| 2º       | Martín Barragán      | Atlético Morelia | 8     | 1396 | 174.5 min.  |
| 3º       | Paolo Yrízar         | Dorados          | 6     | 1170 | 195 min.    |
| =        | Omar Islas           | Pumas Tabasco    | 6     | 1257 | 209.5 min.  |
| =        | Eduardo Pérez        | Tampico Madero   | 6     | 1100 | 183.33 min. |
| =        | Diego Pineda         | Correcaminos     | 6     | 1006 | 167.67 min. |
| =        | Víctor Mañón         | Tepatitlán       | 6     | 1267 | 211.17 min. |
| 8º       | Armando Escobar      | Atlante          | 5     | 1411 | 282.2 min.  |
| =        | Diego Abella         | Atlético Morelia | 5     | 560  | 112 min.    |
| =        | Diego Rafael Jiménez | Celaya           | 5     | 1272 | 254.4 min.  |
| =        | Marco Granados       | Leones Negros    | 5     | 1123 | 224.6 min.  |
| =        | Ignacio Lago         | Tlaxcala         | 5     | 1151 | 212.2 min.  |

### Máximos asistentes
Lista con los máximos asistentes del torneo
- Datos según Twitter Oficial.

Fecha de actualización: 21 de noviembre de 2021
| Pos. | Jugador          | Equipo        | Asistencia |      |
| ---- | ---------------- | ------------- | ---------- | ---- |
| 1º   | Edgar Alaffita   | Pumas Tabasco | 6          | 1404 |
| 2º   | Paolo Yrízar     | Dorados       | 5          | 1050 |
| 3º   | Jorge Mora       | Tepatitlán    | 4          | 731  |
| =    | Adrián Marín     | Dorados       | 4          | 301  |
| =    | Christian Blanco | Zacatecas     | 4          | 961  |

### Asistencia
Lista con la asistencia de los partidos y equipos Liga BBVA Expansión MX.
Datos actualizados a 21 de noviembre de 2021

#### Por equipo
En los promedios solamente se computan los partidos que contaron con asistencia de público. El porcentaje de ocupación media está calculado con base en la capacidad total del estadio, pese a que no se está utilizando el aforo completo debido a restricciones derivadas de la pandemia de COVID-19.
| Pos                | Equipo             | Total   | Media | Más alta | Más baja | % de Ocupación |
| ------------------ | ------------------ | ------- | ----- | -------- | -------- | -------------- |
| 1                  | Atlético Morelia   | 18,703  | 4,676 | 6,329    | 3,248    | 13.44%         |
| 2                  | Venados            | 28,404  | 3,156 | 4,375    | 2,037    | 20.92%         |
| 3                  | Dorados            | 11,971  | 2,993 | 3,233    | 2,833    | 14.89%         |
| 4                  | Atlante            | 20,770  | 2,596 | 3,465    | 2,106    | 7.58%          |
| 5                  | Raya2              | 22,275  | 2,475 | 10,577   | 541      | 4.82%          |
| 6                  | Cancún             | 15,312  | 2,163 | 2,558    | 1,937    | 11.48%         |
| 7                  | Tlaxcala           | 15,605  | 1,951 | 2,806    | 947      | 17.52%         |
| 8                  | Oaxaca             | 5,470   | 1,913 | 2,123    | 1,234    | 12.49%         |
| 9                  | Leones Negros      | 7,308   | 1,737 | 4,854    | 255      | 3.16%          |
| 10                 | Celaya             | 9,425   | 1,571 | 2,472    | 1,157    | 6.78%          |
| 11                 | Cimarrones         | 7,492   | 1,249 | 1,518    | 918      | 6.66%          |
| 12                 | Correcaminos       | 4,334   | 867   | 1,563    | 537      | 8.24%          |
| 13                 | Tepatitlán         | 5,941   | 848   | 2,499    | 458      | 10.50%         |
| 14                 | Zacatecas          | 6,640   | 830   | 2,150    | 354      | 4.14%          |
| 15                 | Pumas Tabasco      | 3,249   | 464   | 891      | 191      | 3.87%          |
| 16                 | Tapatío            | 1,407   | 240   | 275      | 189      | 0.52%          |
| 17                 | Tampico Madero     | 0       | 0     | 0        | 0        | 0%             |
| Totales del Torneo | Totales del Torneo | 191,423 | 1,806 | 10,577   | 0        | 7.82%          |

#### Por jornada
El listado excluye los partidos que fueron disputados a puerta cerrada.
| 1     | 11,411  | 1,901 | 11.52% | Atlante vs Correcaminos (3,465)           | Pumas Tabasco vs Oaxaca (891)        |
| 2     | 8,138   | 1,357 | 6.92%  | Venados vs Tlaxcala (3,012)               | Tapatío vs Pumas Tabasco (226)       |
| 3     | 5,888   | 1,178 | 7.90%  | Cancún vs Correcaminos (2,558)            | Leones Negros vs Dorados (255)       |
| 4     | 8,487   | 1,415 | 7.55%  | Venados vs Raya2 (3,257)                  | Tapatío vs Atlético Morelia (189)    |
| 5     | 7,244   | 1,449 | 7.59%  | Cancún vs Zacatecas (2,257)               | Pumas Tabasco vs Dorados (619)       |
| 6     | 7,828   | 1,566 | 7.14%  | Atlante vs Leones Negros (2,904)          | Tapatío vs Tepatitlán (267)          |
| 7     | 15,489  | 2,581 | 9.14%  | Raya2 vs Tampico Madero (10,577)          | Tepatitlán vs Celaya (458)           |
| 8     | 8,041   | 1,609 | 7.74%  | Atlante vs Celaya (2,152)                 | Tepatitlán vs Cancún (669)           |
| 9     | 8,451   | 1,409 | 6.10%  | Atlético Morelia vs Oaxaca (3,248)        | Tapatío vs Atlante (210)             |
| 10    | 8,520   | 1,420 | 6.49%  | Atlante vs Venados (2,106)                | Tepatitlán vs Raya2 (563)            |
| 11    | 16,271  | 2,234 | 9.78%  | Atlético Morelia vs Atlante (6,329)       | Pumas Tabasco vs Leones Negros (191) |
| 12    | 12,729  | 1,591 | 8.04%  | Dorados vs Raya2 (2,923)                  | Zacatecas vs Tapatío (520)           |
| 13    | 13,298  | 1,900 | 6.22%  | Atlético Morelia vs Tepatitlán (5,451)    | Tapatío vs Dorados (274)             |
| 14    | 14,334  | 1,791 | 7.87%  | Atlético Morelia vs Pumas Tabasco (3,675) | Tepatitlán vs Tampico Madero (651)   |
| 15    | 15,708  | 1,963 | 8.35%  | Venados vs Leones Negros (4,375)          | Oaxaca vs Correcaminos (1,234)       |
| 16    | 14,484  | 2,069 | 6.84%  | Leones Negros vs Cimarrones (4,854)       | Tapatío vs Celaya (275)              |
| 17    | 14,158  | 2,360 | 7.80%  | Atlante vs Dorados (3,123)                | Cimarrones vs Correcaminos (1,317)   |
| Total | 191,423 | 1,806 | 7.82%  | Raya2 vs Tampico Madero (10,577)          | Tapatío vs Atlético Morelia (189)    |